# Camillo Benso di Cavour
Camillo Paolo Filippo Giulio Benso, comte de Cavour, d'Isolabella i de Leri, sovint conegut simplement com a comte de Cavour o Cavour (Torí, 10 d'agost del 1810 – Torí, 6 de juny del 1861) va ser un polític, patriota i empresari italià, protagonista de la unificació italiana com a cap de govern del Regne del Piemont-Sardenya i, posteriorment, com a primer president del Consell de Ministres del Regne d'Itàlia.
Va ser ministre del Regne de Sardenya de 1850 a 1852, president del Consell de Ministres de 1852 a 1859 i de 1860 a 1861. El mateix 1861, amb la proclamació del Regne d'Itàlia, esdevingué el primer president del Consell de Ministres del nou estat i morí ocupant aquest càrrec.
Va ser protagonista del Risorgimento com a partidari de les idees liberals, del progrés civil i econòmic, de l'anticlericalisme, dels moviments nacionals i de l'expansionisme del Regne de Sardenya contra Àustria i els estats italians previs a la unificació.
En l'economia va promoure el lliure comerç, les grans inversions industrials (sobretot en l'àmbit ferroviari) i la cooperació entre els sectors públic i privat. En política va donar suport a la promulgació i defensa de l'Estatut Albertí. Cap de l'anomenada Dreta històrica, va signar un acord ("Connubio") amb l'esquerra, amb el qual va dur a terme diverses reformes. S'oposava obertament a les idees republicanes de Giuseppe Mazzini i sovint es trobava en desacord amb Giuseppe Garibaldi, del qual temia el potencial revolucionari.
En política exterior va conrear hàbilment l'aliança amb França, gràcies a la qual, amb la segona guerra d'independència, va aconseguir l'expansió territorial del Regne de Sardenya a Llombardia. Va aconseguir gestionar els esdeveniments polítics (revoltes al Gran Ducat de Toscana, als ducats de Mòdena i Parma i al Regne de les Dues Sicílies) que, juntament amb l'Expedició dels Mil, van portar a la formació del Regne de Itàlia.
| «                                                       | El primer bé d'un poble és la seva dignitat. | » |
| — Cavour, Discursos parlamentaris, Florència, 1932-1973 |                                              |   |

## Biografia

### La família i la joventut (fins a 1843)

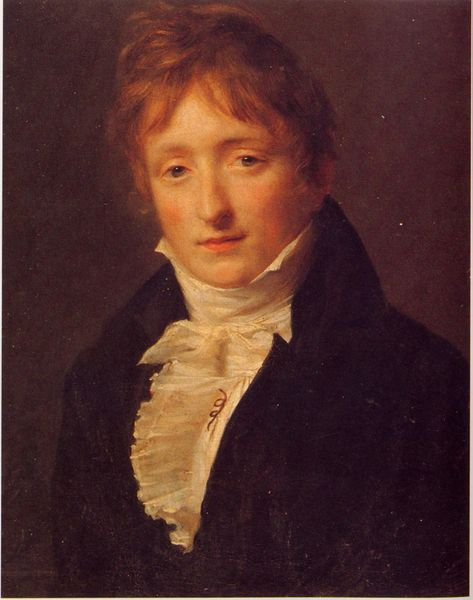
Michele Benso di Cavour, pare de Camilo

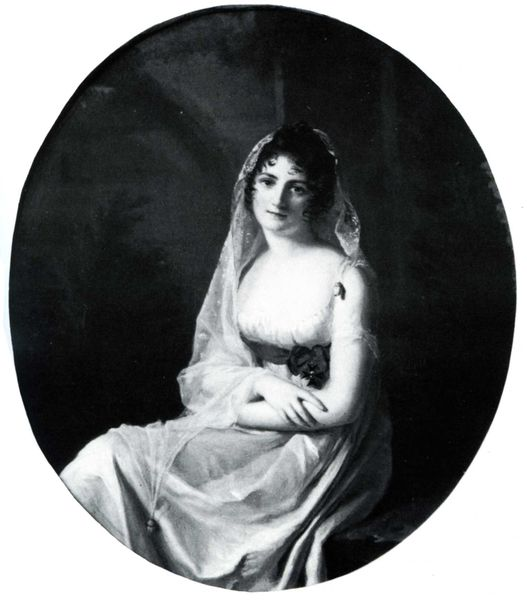
Adèle de Sellon (1780-1846), mare de Camillo.

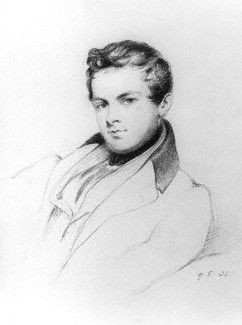
Retrat jovenil de Cavour, obra de William Brockedon.

Camillo va néixer el 10 d'agost de 1810 al Torí napoleònic. El seu pare, el marquès Michele Benso di Cavour, va ser col·laborador i amic del governador príncep Camillo Borghese (marit de Paulina Bonaparte, germana de Napoleó I) que va ser el padrí del petit Benso a qui va transmetre el nom. La mare del petit Camillo, Adèle de Sellon (1780-1846), germana del comte Jean-Jacques de Sellon, escriptor suís, filantrop, col·leccionista d'art, mecenes de les arts i pacifista, pertanyia, en canvi, a una rica i noble família calvinista de Ginebra, que havia aconseguit una posició excel·lent en els cercles burgesos de la ciutat suïssa.
Aristòcrata, en la seva joventut Cavour va assistir al 5è curs de la Reial Acadèmia Militar de Torí (que va finalitzar el 1825) i a l'hivern de 1826 - 1827, gràcies als cursos de l'Escola d'Aplicacions del Reial Cos de Enginyers, esdevingué oficial enginyer 
El jove aviat es va dedicar, pels interessos personals i per l'educació familiar, a la causa del progrés europeu. Entre els seus inspiradors hi havia el filòsof anglès Jeremy Bentham, les doctrines del qual es va apropar per primera vegada el 1829, així com Jean-Jacques Rousseau. De Bentham aquell any va llegir el Traité de législation civil et pénale, en què s'enunciava el principi polític «La mesura del bé i del mal és només la felicitat més gran del major nombre»; mentre que l'altre concepte de Bentham, segons el qual cada problema es podia remuntar a fets mesurables, va proporcionar al realisme del jove Cavour una base teòrica útil per a la seva inclinació cap a l'anàlisi matemàtica.
Trasllat a Gènova l'any 1830, l'oficial Camillo Benso va tenir l'oportunitat de conèixer la marquesa Anna Giustiniani Schiaffino, amb qui iniciarà una important amistat mantenint-hi una llarga relació epistolar.
Als vint-i-dos anys Cavour va ser nomenat alcalde de Grinzane, on la família tenia possessions, i va ocupar aquest càrrec fins al 1848. A partir de desembre de 1834 va començar a viatjar a l'estranger estudiant el desenvolupament econòmic de països en gran part industrialitzats com França i Gran Bretanya. En aquest context cultural, ja als vint-i-dos anys, Cavour es va veure influenciat pels ideals del Risorgimento i va manifestar en les seves cartes privades el somni d'esdevenir "primer ministre del Regne d'Itàlia"

#### Viatges de formació a París i Londres
Acompanyat del seu amic Pietro De Rossi di Santarosa, Cavour va arribar a París el febrer de 1835, on hi va estar gairebé dos mesos i mig: va visitar institucions públiques de tota mena i va freqüentar els cercles polítics de la Monarquia de juliol. Partint de la capital francesa, el 14 de maig de 1835 va arribar a Londres on es va interessar pels temes socials.
Durant aquest període el jove comte va desenvolupar aquella inclinació conservadora que l'acompanyaria al llarg de la seva vida, però al mateix temps va sentir un fort creixement en l'interès i l'entusiasme pel progrés de la indústria, per l'economia política i pel lliure comerç.
De tornada a París, entre 1837 i 1840 va assistir assíduament a la Sorbona i va conèixer, a més de diversos intel·lectuals, els exponents de la monarquia de Lluís Felip dels quals conservava una gran admiració.
El març de 1841 va fundar amb amics la Società del Whist, un club de prestigi format per la màxima aristocràcia de Torí.

### De terratinent a membre del parlament (1843-1850)

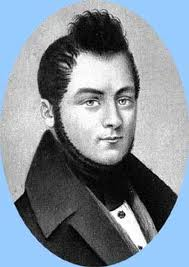
Cavour, als vint anys

Entre el seu retorn de viatges a l'estranger el juny de 1843 i la seva entrada al govern l'octubre de 1850, Cavour es va dedicar a un gran nombre d'iniciatives en els camps de l'agricultura, la indústria, les finances i la política.

#### Negocis en agricultura i indústria
Important terratinent, Cavour va contribuir, ja el maig de 1842, a la constitució de l'Associació Agrícola ('Associazione agraria) que pretenia promoure les millors tècniques i polítiques agrícoles, també mitjançant una Gaceta que des d'agost de 1843 publicava un article del Comte.
Extremadament implicat en l'activitat de gestió sobretot de la seva finca de Leri, Cavour a la tardor de 1843, gràcies a la col·laboració de Giacinto Corio, va iniciar una activitat de millora en els sectors de la ramaderia, els fertilitzants i la maquinària agrícola. En set anys (del 1843 al 1850) la seva producció d'arròs, blat i llet va augmentar de manera important, i la de blat de moro fins i tot es va triplicar.
Per integrar les innovacions de la producció agrària, Camillo Benso també va emprendre iniciatives de caràcter industrial amb resultats més o menys bons. Entre les iniciatives més importants, destaca la participació en la constitució de la Societat limitada de molins angloamericans de Collegno l'any 1850, de la qual el comte esdevingué posteriorment el principal accionista i que després de la unificació d'Itàlia va tenir una posició de lideratge al país.
Les àmplies relacions comercials a Torí, Chivasso i Gènova i sobretot l'amistat dels banquers De La Rüe, també van permetre a Cavour operar en un mercat més ampli que l'habitual dels agricultors piemontesos, aprofitant importants oportunitats de guanys. L'any 1847, per exemple, va obtenir uns ingressos molt importants aprofitant la mala collita de cereals arreu d'Europa que va provocar un augment de la demanda en empènyer els preus a nivells inusuals.

#### El desenvolupament de les idees polítiques

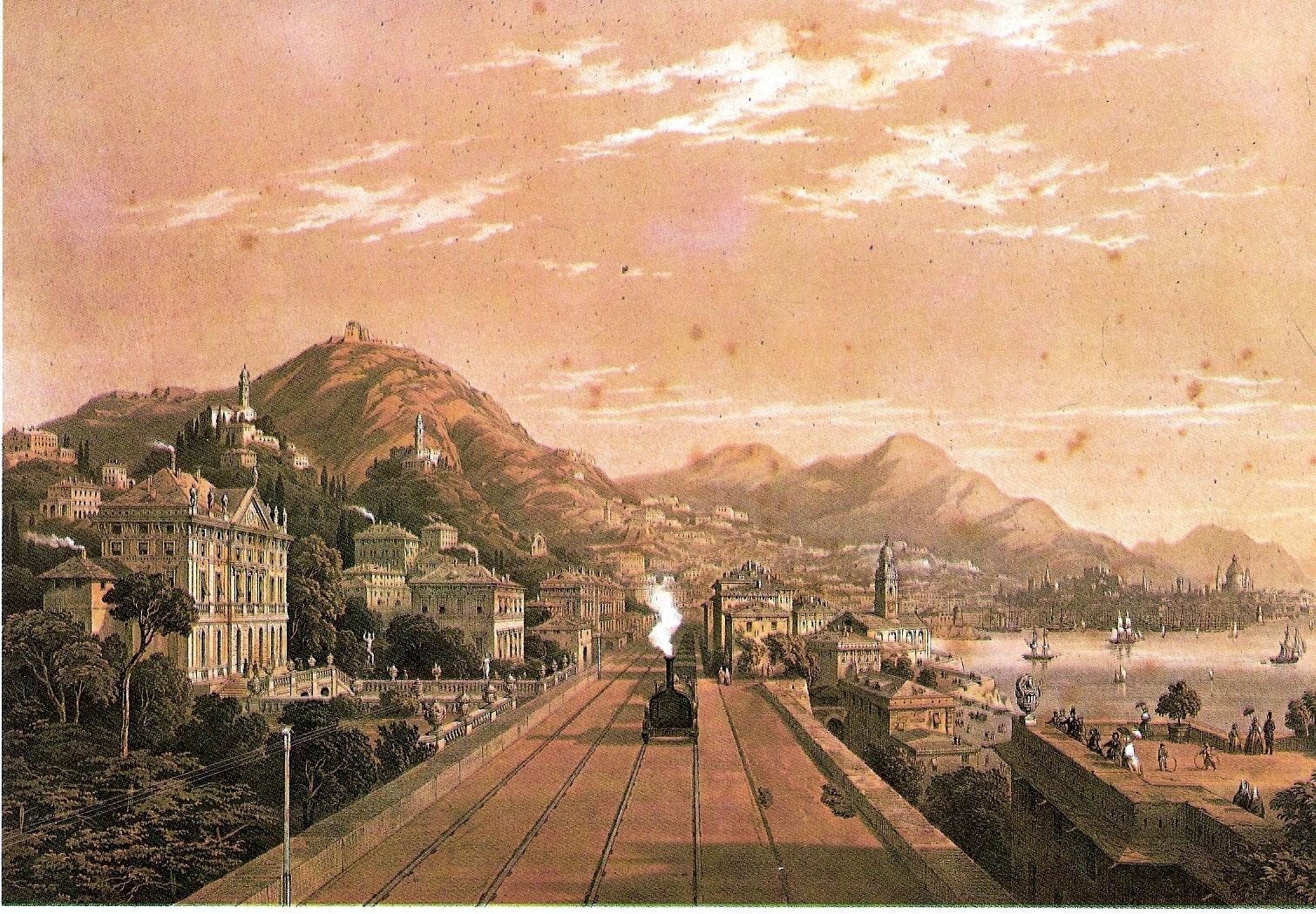
La línia de ferrocarril Torí-Gènova l'any 1854. Cavour va donar una importància decisiva als ferrocarrils en el desenvolupament del progrés civil i del moviment nacional.

A més de les seves intervencions a la Gazzetta della Associazione agraria, Cavour en aquells anys es va dedicar a escriure alguns assaigs sobre el progrés de la industrialització i el lliure comerç a Gran Bretanya, i sobre els efectes que se'n derivarien sobre l'economia i la societat italiana.
Principalment Cavour va exaltar els ferrocarrils com un instrument de progrés civil al qual, més que els disturbis, es va confiar la causa nacional. En aquest sentit, va destacar la importància que haurien tingut dues línies de ferrocarril: una Torí-Venècia i una altra Torí-Ancon a.
Sense cap necessitat d'una revolució, el progrés de la civilització cristiana i el desenvolupament de la il·lustració haurien desembocat, segons el comte, en una crisi política que Itàlia estava cridada a explotar.
Camillo Benso, de fet, tenia una fe en el progrés, sobretot intel·lectual i moral, com a recurs de dignitat i capacitat creativa de l'home. Aquesta convicció anava acompanyada de l'altra que la llibertat econòmica és una causa d'interès general, destinada a afavorir totes les classes socials. En el context d'aquests dos principis, va sorgir el valor de la nacionalitat:
| «                              | La història de tots els temps demostra que cap poble no pot assolir un alt grau d'intel·ligència i de moral sense que el sentiment de la seva nacionalitat estigui fortament desenvolupat: en un poble que no pot estar orgullós de la seva nacionalitat, el sentiment de dignitat personal només existirà excepcionalment en alguns privilegiats. Les grans classes que ocupen les posicions més humils en l'àmbit social necessiten sentir-se grans des del punt de vista nacional per adquirir la consciència de la seva pròpia dignitat. | » |
| — Cavour, Chemins de fer, 1846 | |   |

#### A favor de l'Estatut i la Guerra de 1848

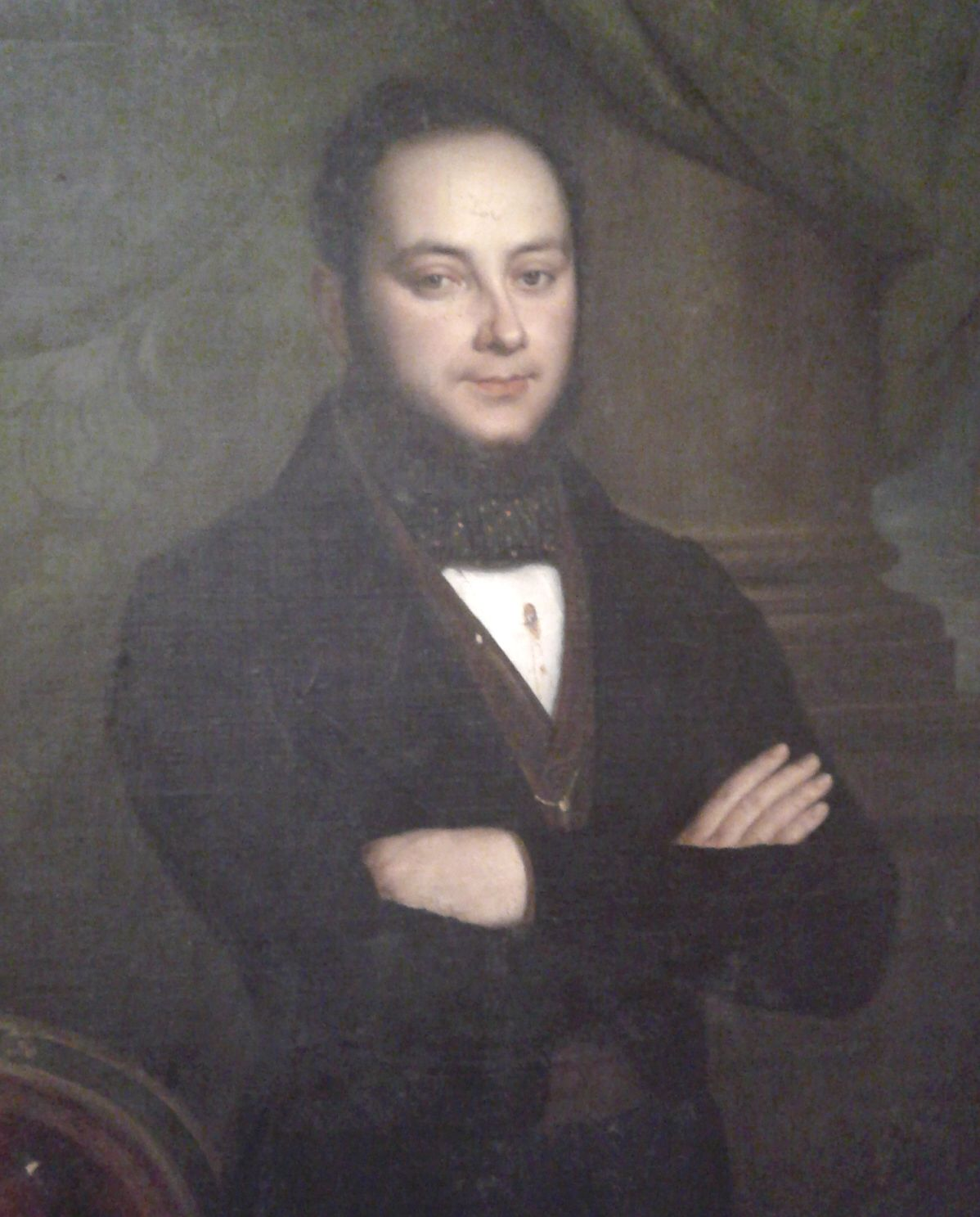
Cavour als 31 anys, el 1841.

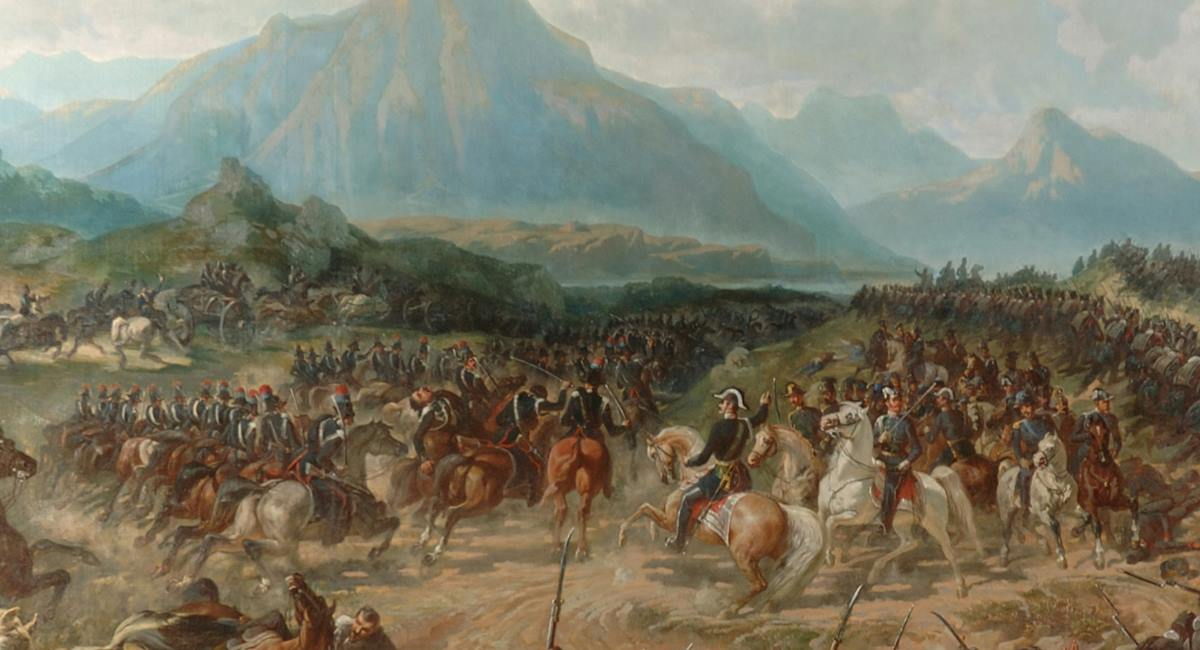
La batalla de Pastrengo. El 1848 Cavour va donar suport a la guerra contra Àustria com a solució al perill revolucionari que amenaçava el Piemont.

El 1847 Cavour va fer la seva aparició oficial a l'escena política com a fundador, juntament amb el catòlic liberal Cesare Balbo, de la revista Il Risorgimento, de la qual va assumir la direcció. El diari, creat gràcies a un suavització de la censura del rei Carles Albert, es va fer costat més obertament que tots els altres, el gener de 1848, a favor d'una constitució.
La postura, que també va prendre Cavour, es va posar de manifest amb la caiguda a França (24 de febrer de 1848) de l'anomenada Monarquia de Juliol, amb la qual es va esfondrar el referent polític del comte a Europa.
En aquest ambient, el 4 de març de 1848, Carles Albert va promulgar l'Estatut Albertí. Aquesta "curta constitució" va decebre bona part de l'opinió pública liberal, però no Cavour que va anunciar una important llei electoral per a la qual s'havia nomenat una comissió, presidida per Cesare Balbo, i de la qual també era membre. Aquesta llei, aprovada posteriorment, amb alguns ajustaments va romandre vigent fins a la reforma electoral del Regne d'Itàlia el 1882.
Amb la república a França, la revolució a Viena i Berlín, la insurrecció a Milà i el trastorn del patriotisme al Piemont i Ligúria, Cavour, tement que el règim constitucional pogués ser víctima dels revolucionaris si no actuava, es va posar en el cap del moviment intervencionista incitant el Rei a fer la guerra contra Àustria i reagrupar l'opinió pública.
El 23 de març de 1848, Carles Albert va declarar la guerra a Àustria. Després dels èxits inicials, la marea del conflicte va canviar i la vella aristocràcia militar del regne va ser exposada a dures crítiques. A les primeres derrotes piemonteses, Cavour va demanar que fossin localitzats els culpables que havien traït les proves de valor dels simples soldats. La deplorable conducta de la guerra va portar llavors a la convicció que el Piemont no estaria segur fins que els poders de l'estat fossin controlats per homes de fe liberal

#### Diputat al Parlament Subalpí
El 27 d'abril de 1848 van tenir lloc les primeres eleccions del nou règim constitucional. Cavour, a partir de la seva activitat com a periodista polític, es va presentar a la  Cambra de Diputats i va ser elegit a les eleccions supletòries del 26 de juny. Va entrar a la Cambra (Palazzo Carignano) ocupant el seu lloc als bancs de la dreta el 30 de juny de 1848.
Fidel als interessos piemontesos, que veia amenaçats per les forces radicals de Gènova i Llombardia, Cavour era opositor tant de l'executiu de Cesare Balbo com del posterior del milanès Gabrio Casati. Tanmateix, quan, arran de la derrota de Custoza, el govern Casati va demanar plens poders, Cavour li va donar la raó. Tanmateix, això no va impedir l'abandonament de Milà als austríacs i l'armistici de Salasco del 9 d'agost de.
Al final d'aquesta primera fase de la guerra, el govern de Cesare di Sostegno i el posterior d'Ettore di San Martino van prendre el camí de la diplomàcia. Tots dos van ser recolzats per Cavour que va criticar durament Gioberti encara decidit a lluitar contra Àustria. En el seu primer gran discurs parlamentari, Camillo Benso, el 20 d'octubre de 1848 de fet es va pronunciar per l'ajornament de les hostilitats, confiant en la mediació diplomàtica de Gran Bretanya, gelós del naixent poder germànic i, per tant, favorable a la causa italiana. Amb el suport de Cavour, la línia moderada del govern de San Martino va passar, encara que el feble executiu en un tema menor va dimitir el 3 de desembre de 1848.
Incapaç de formar una estructura ministerial diferent, el rei Carles Albert va cedir el càrrec a Gioberti, el govern del qual (que va prendre possessió el 15 de desembre de 1848) Cavour considerava de "pura esquerra". Les eleccions del 22 de gener de 1849 també van ser en detriment del comte, en les quals va ser derrotat per Giovanni Ignazio Pansoya a la votació. Tanmateix, l'alineació política victoriosa va ser massa heterogènia per afrontar la difícil situació del país, encara suspesa entre la pau i la guerra, i Gioberti va haver de dimitir el 21 de febrer de 1849.
En canviar radicalment la seva política davant la crisi revolucionària que encara reconeixia com un perill, Cavour es va declarar a favor de la represa de les hostilitats contra Àustria. La derrota de Novara (23 de març de 1849) el va haver de tornar a enfonsar en la desesperació.

#### Cap de la majoria parlamentària

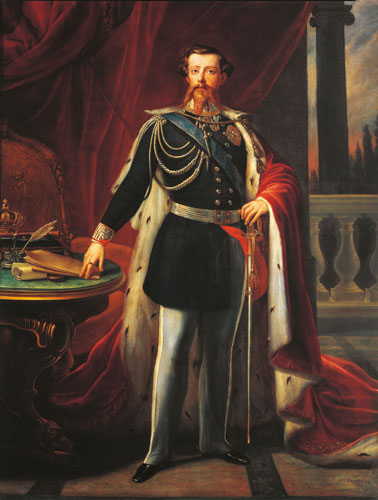
El rei de Sardenya Víctor Manuel II, les primeres iniciatives polítiques del qual Cavour va compartir.

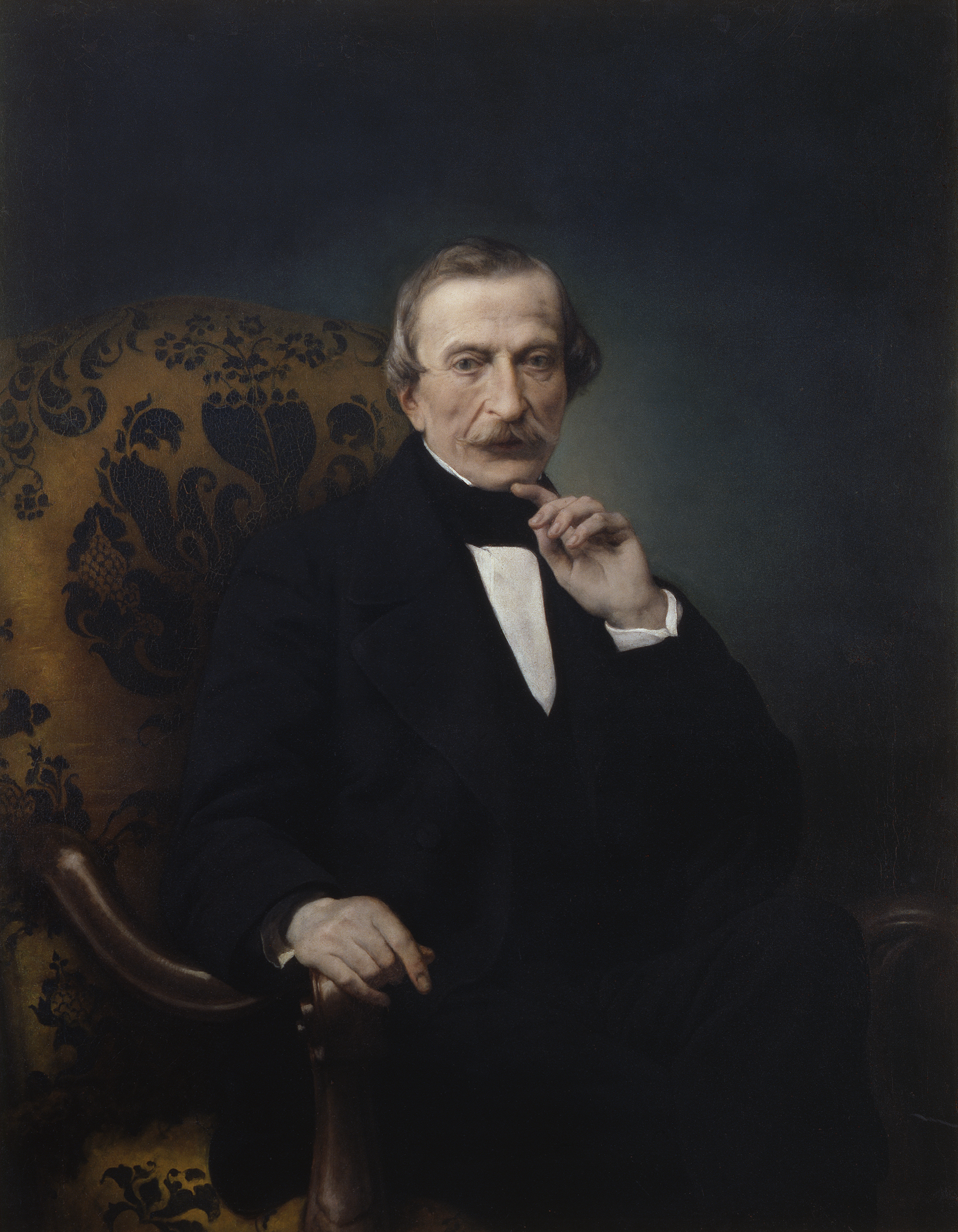
Massimo d'Azeglio va ser primer ministre del ministre Cavour.

La greu derrota piemontesa va portar, el 23 de març de 1849, a l'abdicació de Carles Albert en favor del seu fill Víctor Manuel. Ell, opositor obert de la política d'aliances del seu pare amb l'esquerra, substituí el govern democràtic (que demanava la guerra fins a l'amarg) per un executiu presidit pel general Gabriele de Launay. Aquest govern, que va ser rebut favorablement per Cavour i que va recuperar el control de Gènova que s'havia aixecat contra la monarquia, va ser substituït (7 de maig de 1849) pel primer govern de Massimo d'Azeglio. Il Risorgimento va fer seva la visió d'aquest nou primer ministre del Piemont com a bastió de la llibertat italiana.
Les eleccions del 15 de juliol de 1849, però, van donar lloc a una nova, encara que feble, majoria de demòcrates. Cavour va ser reelegit, però D'Azeglio va convèncer Víctor Manuel II de dissoldre la Cambra dels Diputats i el 20 de novembre de 1849 el rei va emetre la proclamació de Moncalieri, en la qual va convidar el seu poble a escollir candidats moderats que no estiguessin a favor d'un nova guerra. El 9 de desembre va ser reelegida l'assemblea que finalment va expressar un vot aclaparador a favor de la pau. Entre els elegits hi havia novament Cavour que, a la circumscripció de Torí I, va obtenir 307 vots contra els 98 del seu oponent.
En aquell període Camillo Benso també va destacar per les seves habilitats com a operador financer qualificat. De fet, va tenir un paper destacat en la fusió de la Banca di Genova i la naixent Banca di Torino, que va donar lloc al Banc Nacional dels Estats de Sardenya.
Després de l'èxit electoral del desembre de 1849, Cavour esdevingué una de les figures dominants de l'entorn polític piemontès i fou reconegut com el líder de la majoria moderada que s'havia format.
Enfortit per aquesta posició, argumentava que havia arribat el moment de les reformes, afavorides per l'Estatut Albertí que havia creat perspectives reals de progrés. Sobretot, el Piemont podria haver-se desvinculat del front catòlico-reaccionari que triomfava a la resta d'Itàlia.Amb aquesta finalitat, el primer pas va ser la promulgació de les anomenades lleis Siccardi (9 d'abril i 5 de juny de 1850) que van abolir diversos privilegis del clergat al Regne de Sardenya i que van obrir una fase d'enfrontaments amb la Santa Seu, amb episodis greus tant de D'Azeglio com del papa Pius IX. Entre aquests últims hi havia la negativa a impartir l'extrema unció a l'amic de Cavour, Pietro di Santarosa, que va morir el 5 d'agost de 1850. Arran d'aquesta negativa, Cavour va obtenir l'expulsió de Torí de l'orde de les Serventes de Maria, a la qual pertanyia el sacerdot que s'havia negat a impartir el sagrament, influint probablement també en la decisió de detenir l'arquebisbe de Torí Luigi Fransoni.

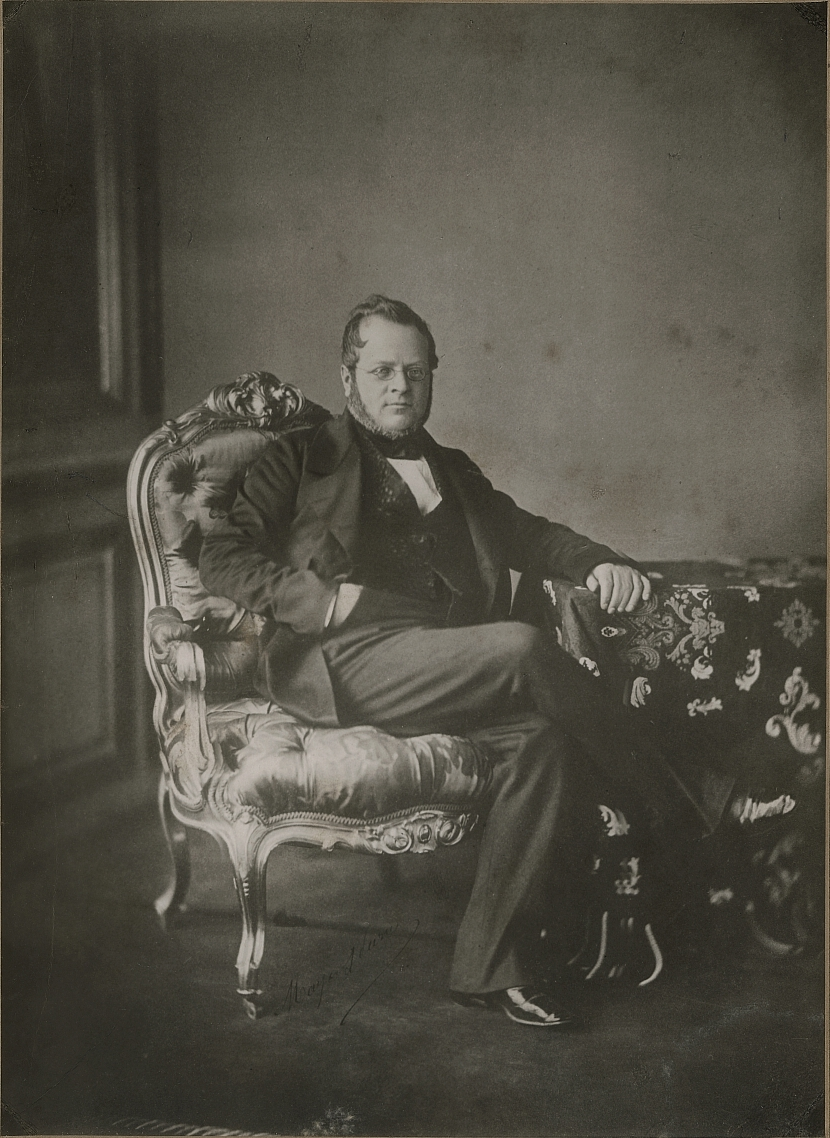
Cavour vers el 1850.

Itàlia en aquell moment Cavour va ocupar el seu primer càrrec al govern, el 1850.

Amb la mort del seu amic Santarosa, que ocupava el càrrec de ministre d'Agricultura i Comerç, Cavour, reforçat pel protagonisme que va assumir en la batalla anticlerical i la seva reconeguda competència tècnica, va ser designat com a successor natural del ministre difunt.
La decisió de nomenar Cavour com a ministre d'Agricultura i Comerç va ser presa pel primer ministre D'Azeglio, convençut per alguns diputats, juntament amb Víctor Manuel II, que fou animat a fer-ho per Alfonso La Marmora. Així el comte va prestar el jurament l'11 d'octubre de 1850.

#### Ministre d'Agricultura i Comerç
Entre els primers encàrrecs recolzats per Camillo Benso hi havia una circular als alcaldes sobre la introducció gradual de la lliure elaboració del pa i la renovació del tractat comercial amb França, basat en la bandera del lliure comerç.
L'acord, que no era especialment avantatjós per al Piemont, havia de ser recolzat per raons polítiques per a ser aprovat, tot i que Cavour va reiterar que qualsevol reducció dels drets de duana era en si mateix un benefici
Després d'haver tractat la qüestió dels tractats comercials, el comte també va iniciar negociacions amb Bèlgica i Gran Bretanya. Amb ambdós països va obtenir i concedir àmplies facilitats duaneres. Els dos tractats, celebrats el 24 de gener i el 27 de febrer de 1851 respectivament, van ser el primer acte d'autèntic liberalisme comercial dut a terme per Cavour
Aquests dos acords, pels quals el comte va obtenir un gran èxit parlamentari, van obrir el camí a una reforma general dels deures, la llei de la qual va ser promulgada el 14 de juliol de 1851. Mentrestant, s'havien signat nous tractats comercials, entre març i juny, amb Grècia, les ciutats hanseàtiques, la Unió Duanera Alemanya, Suïssa i els Països Baixos. Amb 114 vots a favor i 23 en contra, la Cambra fins i tot va aprovar un tractat similar amb Àustria, concloent aquella primera fase de la política duanera de Cavour que va aconseguir el pas del proteccionisme al lliure comerç per al Piemont.
En el mateix període Cavour també va ser encarregat de la tasca de ministre de Marina i, com en situacions anàlogues, es va distingir per les seves idees innovadores, entrant en conflicte amb els oficials superiors de tendències reaccionàries que fins i tot s'oposaven a la introducció de la navegació a vapor. D'altra banda, les tropes eren molt indisciplinades i la intenció de Cavour hauria estat fer de l'Armada de Sardenya un cos de professionals com el del Regne de les Dues Sicílies.

#### Ministre d'Hisenda
Mentrestant, ja el 19 d'abril de 1851, Cavour havia substituït Giovanni Nigra al Ministeri de Finances, conservant tots els altres càrrecs. El comte, durant la delicada fase del debat parlamentari per a l'aprovació dels tractats comercials amb Gran Bretanya i Bèlgica, havia anunciat que deixaria el govern si tingués l'hàbit de confiar la feina de Finances a un diputat (en aquest cas Nigra). Per això hi havia hagut greus desacords entre D'Azeglio i Cavour que, al final, havia obtingut el ministeri.
D'altra banda, el govern de Torí necessitava desesperadament liquiditat, principalment per pagar les indemnitzacions imposades pels austríacs després de la primera guerra d'independència i Cavour, per la seva capacitat i contactes, semblava l'home adequat per afrontar la delicada situació. El Regne de Sardenya ja estava molt endeutat amb els Rothschild de la dependència dels quals el comte volia treure el país i, després d'alguns intents fallits amb el Banc de Baring, Cavour va obtenir un important préstec del Bank of Hambro.
Juntament amb aquest préstec (3,6 milions de lliures), Camillo Benso va aconseguir diversos altres resultats. Va aconseguir aclarir i resumir la situació real dels pressupostos de l'Estat que, per precaris que fossin, semblaven millor del que es pensava; tenia un únic impost del 4% de la renda anual aprovat sobre totes les institucions morals laiques i eclesiàstiques; va obtenir l'impost de successions ; va organitzar l'ampliació de capital del Banc Nacional dels Estats de Sardenya, augmentant l'obligació d'avançaments a l'Estat i va iniciar la col·laboració entre les finances públiques i la iniciativa privada.
En aquest sentit, l'agost de 1851 va acceptar les propostes de les companyies britàniques per a la construcció de les línies de ferrocarril Torí-Susa i Torí-Novara, els projectes de les quals es van convertir en llei el 14 de juny i l'11 de juliol de 1852 respectivament. Va concedir la línia marítima subvencionada entre Gènova i Sardenya a l'armador Raffaele Rubattino, i l'explotació de mines i salines a Sardenya als grups genovesos. Fins a impulsar grans projectes com l'establiment de la Transatlàntica a Gènova o la fundació de l'empresa Ansaldo, la futura fàbrica de locomotores de vapor.

#### L'aliança amb el centreesquerra

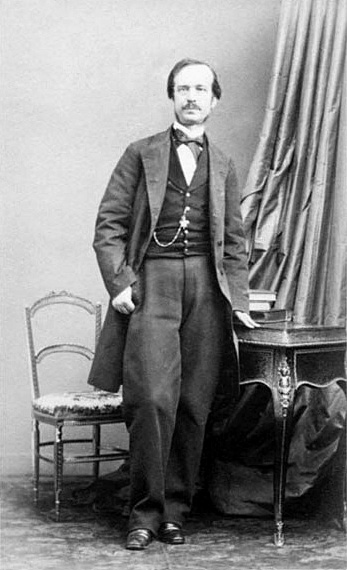
Urbano Rattazzi, aliat polític de Cavour en l'anomenat "matrimoni".

Impulsat ja pel desig d'assolir el càrrec de cap de govern i intolerant a la política d'aliança de d'd'Azeglio amb la dreta clerical, Cavour va tenir a principis de 1852 la idea de forjar una entesa, l'anomenada "matrimoni", amb el centreesquerra d'Urbano Rattazzi. Amb els vots convergents dels diputats encapçalats per Cavour i els del centreesquerra, va obtenir la presidència de la Cambra del Parlament Subalpí l'11 de maig de 1852.
El primer ministre D'Azeglio, oposat com Víctor Manuel II a la maniobra política de Cavour, va dimitir, aconseguint puntualment la reelecció del rei. El govern sorgit el 21 de maig de 1852, molt feble, ja no incloïa Cavour a qui D'Azeglio havia substituït per Luigi Cibrario.
El comte no es va desanimar i, en preparació per a la represa de la lluita política, va fer un viatge a Europa. Al seu retorn a Torí, recolzat pels homes del "sindicat" que ja representaven el liberalisme més modern del Piemont, reforçat per un ampli consens, el 4 de novembre de 1852 esdevingué president del Consell de Ministres per primera vegada.

### A Gran Bretanya i França (1852)
Abans de la seva afirmació definitiva, com hem vist, Cavour va marxar de Torí el 26 de juny de 1852 per fer un període d'experiència a l'estranger. El 8 de juliol es trobava a Londres, on es va interessar pels últims avenços de la indústria fent contactes amb empresaris, agricultors i industrials, i visitant plantes i arsenals. Va romandre a la capital britànica fins al 5 d'agost i després va marxar a un viatge a Gal·les; al nord d'Anglaterra, dels quals va visitar els districtes de fabricació, i a Escòcia. A Londres i a les seves residències rurals va tenir diverses reunions amb polítics britànics. Va veure el ministre d'Afers Exteriors Malmesbury, Palmerston, Clarendon, Disraeli, Cobden, Lansdowne e Gladstone.
Embolicat per la grandesa imperial de Gran Bretanya, Cavour va continuar el seu viatge i va creuar el Canal fins a París, on va arribar el 29 d'agost de 1852. A la capital francesa, Lluís Napoleó va ser president de la Segona República, que després acabaria proclamant-se ell mateix (2 de desembre de 1852) emperador.
L'atenció del comte, sumada a París pel seu aliat Rattazzi, es va concentrar en la nova classe dirigent francesa, amb qui va establir contacte. Tots dos van anar al nou ministre d'Afers Exteriors Drouyn de Lhuys i el 5 de setembre van dinar amb el príncep president Lluís Napoleó, que ja va treure bones impressions i grans auspicis per al futur d'Itàlia.
Cavour va marxar cap a Torí arribant-hi el 16 d'octubre de 1852, després d'una absència de més de tres mesos.

### El primer govern Cavour (1852-1855)

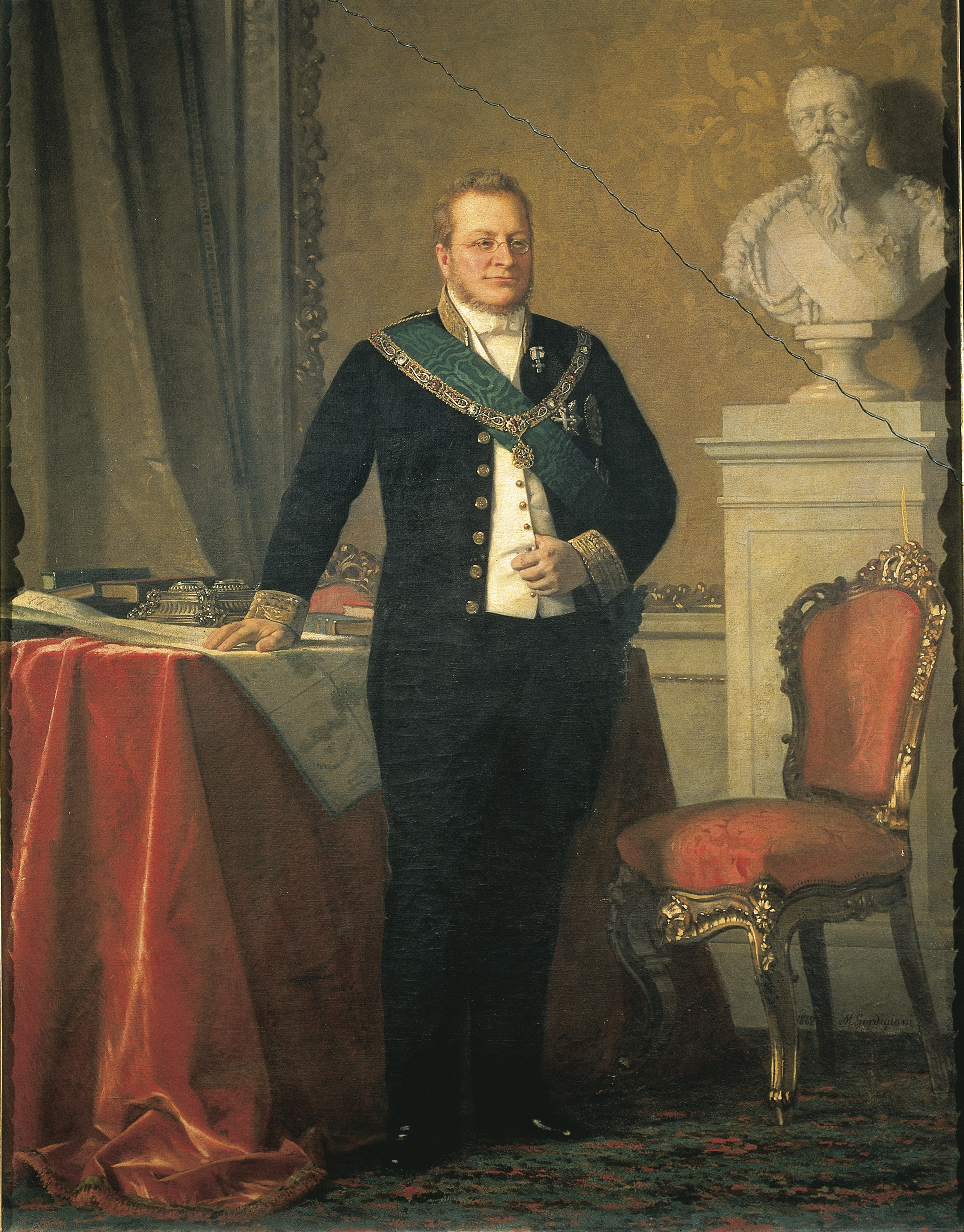
C Cavour va esdevenir primer ministre per primera vegada el 4 de novembre de 1852.

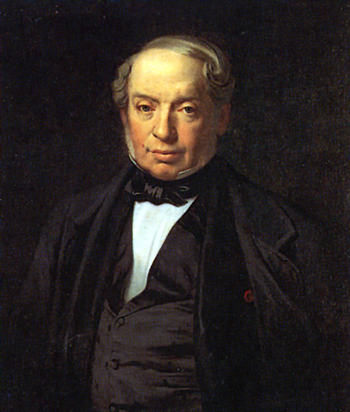
El banquer francès James Mayer de Rothschild amb qui Cavour va negociar diverses vegades préstecs per al Piemont.

Pocs dies després del retorn de Cavour a Torí, el 22 d'octubre de 1852, d'Azeglio, al capdavant d'un executiu feble que havia optat per continuar una política anticlerical, va dimitir.
Víctor Manuel II, a proposta de La Marmora, demanà a Cavour de formar un nou govern, a condició que el comte negociés les qüestions pendents restants amb els Estats Pontificis, en primer lloc la de la introducció del matrimoni civil al Piemont. Cavour va respondre que no podia cedir davant el papa i va indicar Cesare Balbo com a successor de D'Azeglio. Balbo no va arribar a un acord amb l'exponent dretà Revel i el Rei es va veure obligat a tornar a Cavour. Aleshores va acordar formar el nou govern el 2 de novembre de 1852, prometent que la llei del matrimoni civil seguiria el seu camí parlamentari normal (és a dir, sense depositar la confiança)
Constituint el seu primer govern dos dies després, Cavour va treballar apassionadament a favor del matrimoni civil que, però, va ser rebutjat al Senat obligant el Comte a renunciar-hi.
Mentrestant, el moviment republicà encapçalat per Giuseppe Mazzini no va deixar de preocupar Cavour: el 6 de febrer de 1853 va esclatar una revolta contra els austríacs a Milà i el comte, tement que el fenomen s'estengués al Piemont, va fer arrestar diversos mazzins (entre ells Francesco Crispi). Aquesta decisió va atreure l'hostilitat de l'esquerra, sobretot quan els austríacs li van agrair les detencions.
Tanmateix, quan, el 13 de febrer, el govern de Viena va ordenar la confiscació de les propietats dels refugiats llombards al Piemont, Cavour va protestar enèrgicament, cridant l'ambaixador de Sardenya.

#### Les reformes de les finances i la justícia
L'objectiu principal del primer govern Cavour va ser la restauració financera del país. Per arribar a l'equilibri, el comte va prendre diverses iniciatives: primer es va veure obligat a recórrer als banquers Rothschild després, referint-se al sistema francès, va substituir la declaració per una liquidació judicial, va fer intervencions massives en el sector de les concessions estatals. i serveis públics, i va reprendre la política de desenvolupament de les entitats de crèdit.
D'altra banda, el govern va fer grans inversions en el sector ferroviari, just quan, gràcies a la reforma duanera, les exportacions estaven tenint un augment considerable. Tanmateix, hi va haver una resistència considerable a la introducció de nous impostos sobre la terra i, en general, de nous impostos que afectaven la classe de la qual estava compost el parlament.
Cavour, de fet, mai va aconseguir crear les condicions polítiques que permetessin una base econòmica adequada per a les seves iniciatives.
El 19 de desembre de 1853, es parlava d'« unes finances quasi restaurades », encara que la situació era més greu del que s'havia anunciat, també per la crisi internacional que va precedir la guerra de Crimea. En conseqüència, Cavour va tornar a acordar un préstec amb els Rothschild, però també va aconseguir col·locar una gran part del deute contret amb el públic dels estalviadors, amb un clar èxit polític i financer.
A més, Camillo Benso no va mancar de consens polític. A les eleccions del 8 de desembre de 1853 van ser elegits 130 candidats de l'àrea de govern, 52 d'esquerra i 22 de dreta. Malgrat això, com a resposta a l'elecció d'importants opositors polítics, el comte desenvolupà una ofensiva política contra el sistema judicial que la crisi econòmica no li va permetre concentrar-se en un altre lloc. Es va decidir, també per recuperar part de l'Esquerra, reprendre la política anticlerical.
En aquest sentit, el ministre de Justícia Urbano Rattazzi va presentar un projecte de llei sobre la modificació del codi penal a l'obertura de la 5a legislatura. El nucli de la proposta consistia en noves sancions per als sacerdots que, abusant del seu ministeri, censuraven les lleis i les institucions de l'estat. La llei va ser aprovada a la Cambra amb una àmplia majoria (aplegant molts vots d'Esquerra) i, amb major dificultat, també al Senat.
Posteriorment, també es van adoptar modificacions al codi d'enjudiciament penal i es va finalitzar el procés d'aprovació del codi d'enjudiciament civil.

#### Intervenció a la guerra de Crimea

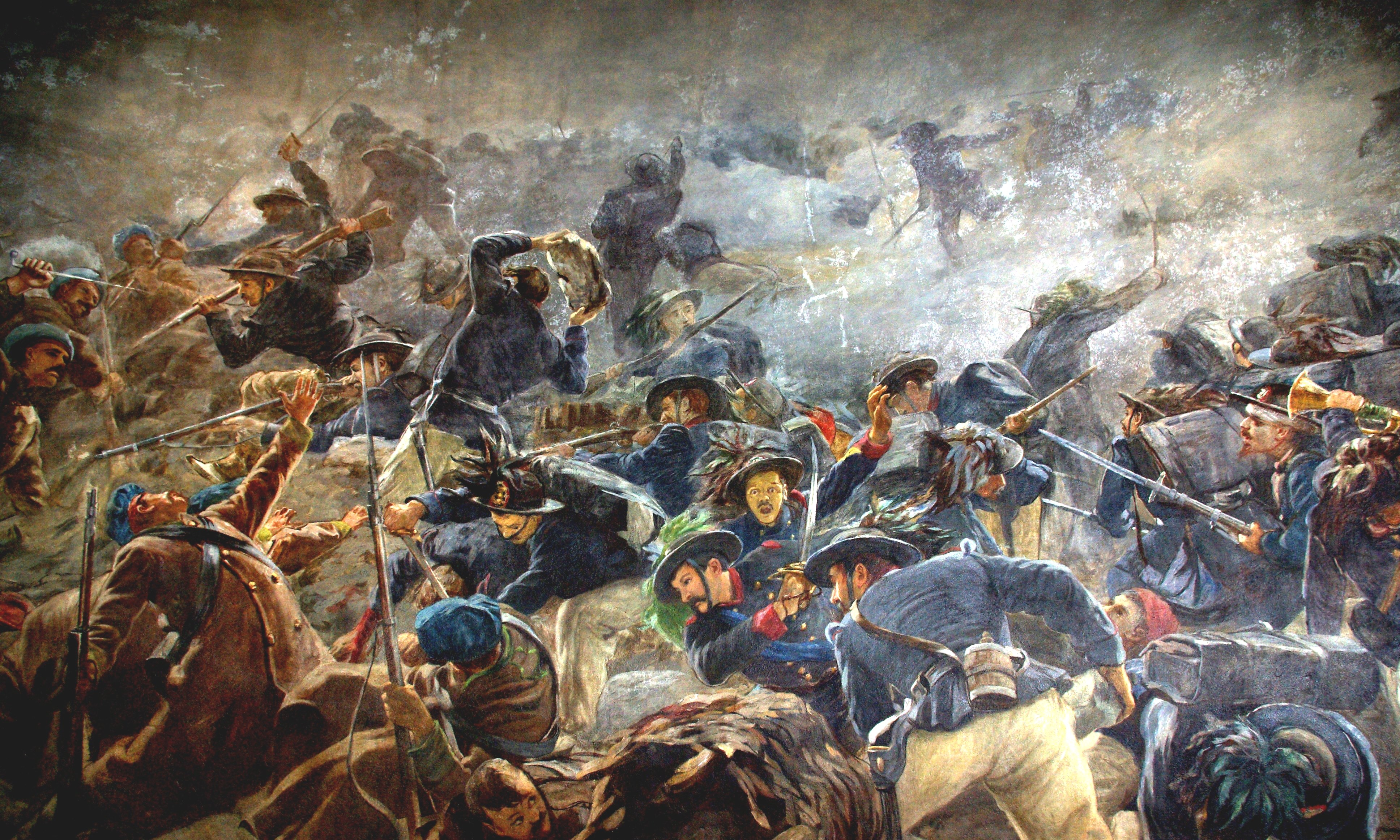
Amb la batalla de Cernaia, el cos expedicionari piemontès, desitjat per Cavour, es va distingir en la guerra de Crimea i va permetre plantejar la qüestió italiana a nivell europeu.

L'any 1853 va sorgir una crisi europea a partir d'una disputa religiosa entre França i Rússia pel control dels llocs sants del territori de l'Imperi Otomà. L'actitud russa també va provocar l'hostilitat del govern anglès que sospitava que el tsar volia conquerir Constantinoble i tallar la ruta terrestre cap a l'Índia britànica.
L'1 de novembre de 1853, Rússia va declarar la guerra a l'Imperi Otomà, que havia acceptat la línia francesa, obrint el que s'anomenaria la Guerra de Crimea. En conseqüència, el 28 de març de 1854, Gran Bretanya i França van declarar la guerra a Rússia. La qüestió, per les oportunitats polítiques que podien sorgir, va començar a interessar a Cavour. De fet, l'abril de 1854 va respondre a les peticions de l'ambaixador anglès James Hudson afirmant que el Regne de Sardenya intervindria en la guerra si Àustria també atacava Rússia, per no exposar el Piemont a l'exèrcit dels Habsburg
La satisfacció dels britànics era evident, però durant tot l'estiu de 1854 Àustria es va mantenir neutral. Finalment, el 29 de novembre de 1854, el secretari d'Afers Exteriors britànic Clarendon va escriure a Hudson demanant-li que fes tot el possible per assegurar un cos expedicionari piemontès. Una incitació superflua, ja que Cavour ja havia arribat a la conclusió que s'havien de satisfer les peticions britàniques i franceses, que aquest últim va fer a Víctor Manuel II a l'inici de la crisi. El comte va decidir, doncs, intervenir, aixecant les perplexitats del ministre de Guerra La Marmora i del ministre d'Afers Exteriors Giuseppe Dabormida que va dimitir.
Assumint també el càrrec de ministre d'Afers Exteriors, Cavour, el 26 de gener de 1855, va signar l'adhesió definitiva del Regne de Sardenya al tractat anglo-francès. El Piemont hauria subministrat 15.000 homes i les potències aliades haurien garantit la integritat del Regne de Sardenya d'un possible atac austríac. El 4 de març de 1855, Cavour va declarar la guerra a Rússia i el 25 d'abril el contingent piemontès va navegar des de La Spezia fins a Crimea, on va arribar a principis de maig. El Piémont recollirà els fruits de l'expedició amb la Segona Guerra de la Independència, quatre anys més tard.

#### La llei de convents: la crisi calabiana

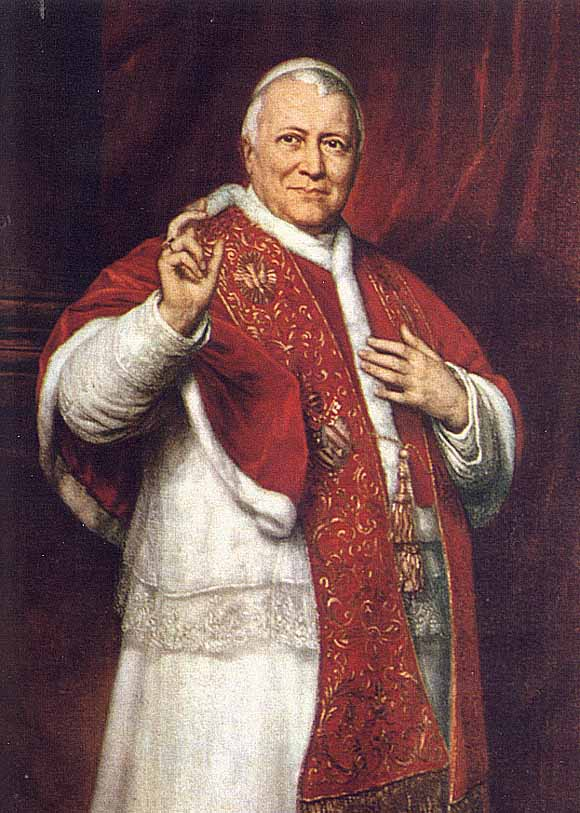
El papa Pius IX va excomunicar Cavour després de l'aprovació de la llei de convents.

Amb la intenció d'apropar-se a l'esquerra i obstaculitzar la dreta conservadora que anava guanyant terreny per la crisi econòmica, el govern de Cavour el 28 de novembre de 1854 va presentar a la Cambra la llei de convents. La norma, des del punt de vista del liberalisme anticlerical, preveia la supressió dels ordes religiosos no dedicats a ensenyar o assistir els malalts. Durant el debat parlamentari, especialment els ordes mendicants van ser atacats, també per Cavour, com a nocius per a la moral del país i contràries a la moderna ètica del treball.
La forta majoria de la Cambra Conte va haver d'afrontar l'oposició del clergat, del Rei i sobretot del Senat que va rebutjar la llei en primera instància. Cavour va dimitir llavors (27 d'abril de 1855) obrint una crisi política anomenada crisi Calabiana del nom del bisbe de Casale Luigi Nazari di Calabiana, senador i opositor del projecte de llei.

### El segon govern Cavour (1855-1859)

#### La llei de convents: aprovació
Pocs dies després de la seva renúncia, davant la impossibilitat de formar un nou executiu, el 4 de maig de 1855, Cavour va ser reincorporat pel rei al càrrec de primer ministre. Al final d'unes jornades de discussions en què Cavour va reiterar que "la societat actual té com a base econòmica el treball", la llei va ser aprovada amb una esmena que va deixar els religiosos als convents fins a l'extinció natural de les seves comunitats. Després de l'aprovació de la llei de convents, el 26 de juliol de 1855 el papa Pius IX va emetre l'excomunió contra els qui havien proposat, aprovat i ratificat la disposició, entre ells Cavour i Víctor Manuel II.

#### El Congrés de París i la política exterior posterior

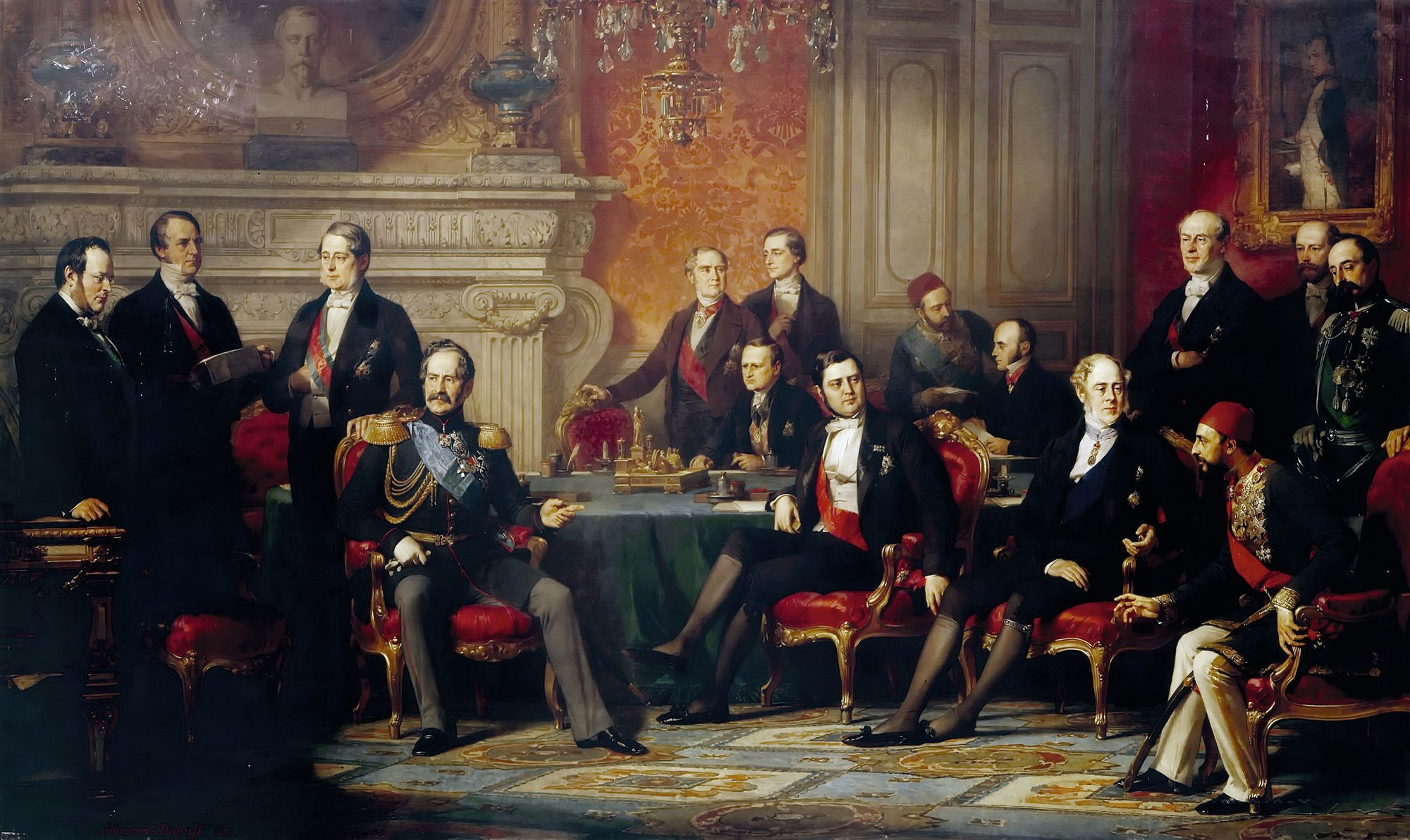
El Congrés de París. El primer delegat a l'esquerra és Cavour. L'últim a la dreta és l'ambaixador piemontès és Villamarina.

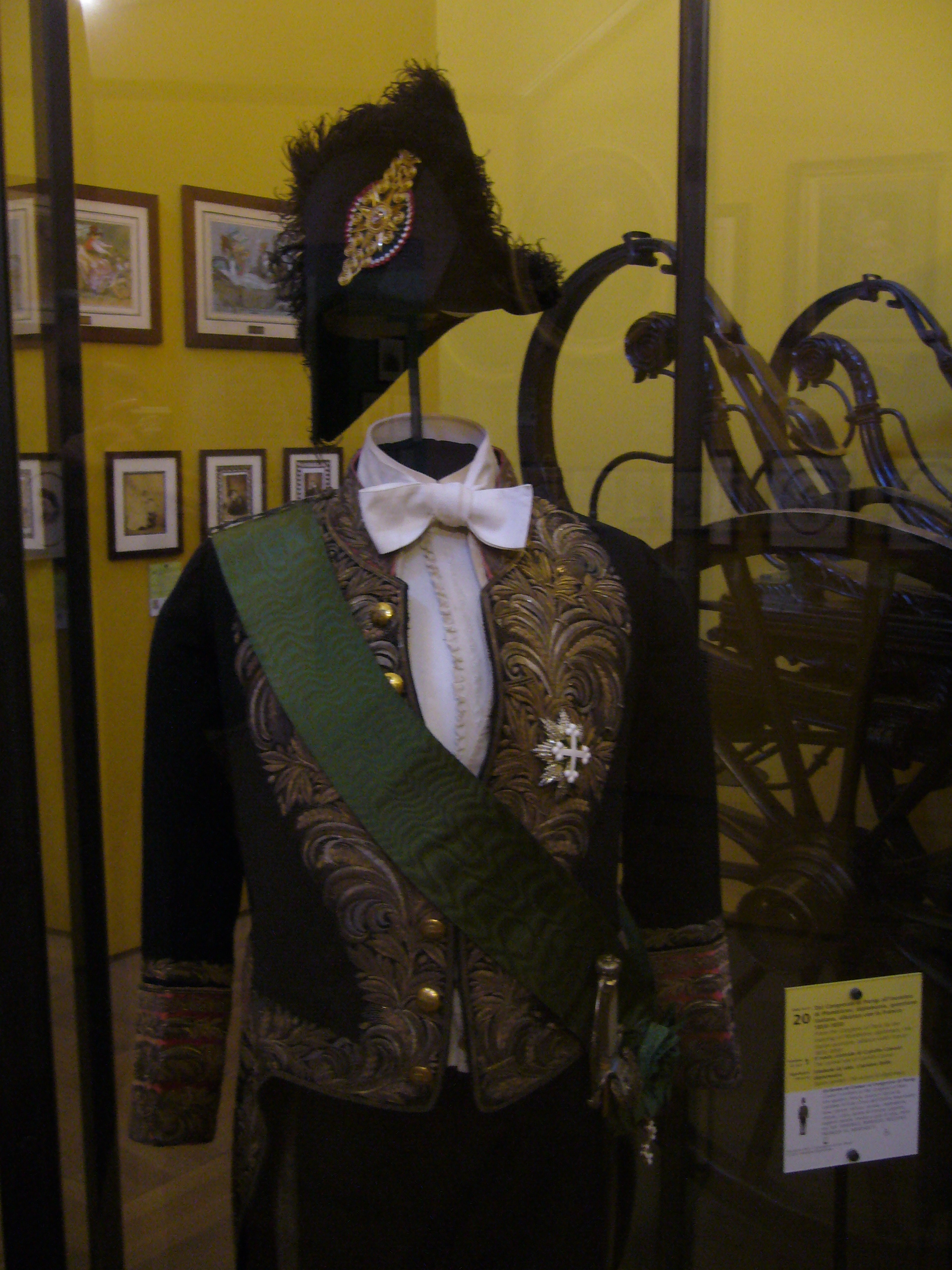
L'uniforme que portava Cavour al Congrés de París.

La guerra de Crimea, victoriosa per als aliats, va acabar l'any 1856 amb el Congrés de París al qual també va participar Àustria.
Cavour no va obtenir compensació territorial per participar en el conflicte, però es va dedicar expressament una sessió a debatre el problema italià. En aquesta ocasió, el 8 d'abril, el ministre d'Afers Exteriors britànic Clarendon va atacar durament les polítiques antilliberals tant dels Estats Pontificis com del Regne de les Dues Sicílies, aixecant les protestes del ministre austríac Buol.
Molt més moderada, el mateix dia, va ser la intervenció posterior de Cavour, centrada en la denúncia de la permanència de les tropes austríaques a la Romanya pontifícia.
El cas és que per primera vegada la qüestió italiana es va plantejar a nivell europeu com una situació que requeria canvis davant els greuges legítims de la població.
Les relacions entre Gran Bretanya, França i el Piemont van resultar excel·lents. De tornada a Torí, pels resultats obtinguts a París, Cavour, el 29 d'abril de 1856, va obtenir el màxim honor concedit per la Casa de Savoia: el collar de l'Annunciació. Aquest mateix congrés, però, hauria portat el comte a prendre decisions importants, com ara haver de fer una tria: amb França o amb la Gran Bretanya.
De fet, arran de les decisions de París, es va plantejar la qüestió dels dos Principats danubians. Moldàvia i Valàquia segons Gran Bretanya, Àustria i Turquia haurien d'haver romàs dividides i sota control otomà. Perquè França, Prússia i Rússia, d'altra banda, haurien d'haver-se unit (en el futur Romania) i s'haurien establert com un estat independent. Aquest darrer detall va cridar l'atenció de Cavour i del Regne de Sardenya, amb l'ambaixador Villamarina, al costat de la unificació
La reacció de la Gran Bretanya contra la posició presa pel Piemont va ser molt dura. Però Cavour ja havia decidit: entre el dinamisme de la política francesa i el conservadorisme de la britànica, el comte havia escollit França.
D'altra banda, Àustria s'aïllava cada cop més i un episodi que el comte va saber explotar va contribuir a consolidar el fenomen. El 10 de febrer de 1857, el govern de Viena va acusar la premsa piemontesa de fomentar una revolta contra Àustria i el govern de Cavour de ser correcte. El comte va rebutjar totes les acusacions i el 22 de març Buol va revocar el seu ambaixador, seguida l'endemà d'una mesura semblant des del Piemont. Va succeir així que Àustria va plantejar un tema de premsa per la ruptura de relacions amb el petit Regne de Sardenya, exposant-se als judicis negatius de tota la diplomàcia europea, inclosa la anglesa, mentre que a Itàlia les simpaties pel Piemont eren més animades.

#### La millora de l'economia i la caiguda del suport
A partir de 1855 es va produir una millora de les condicions econòmiques del Piemont, gràcies a la bona collita de cereals i la reducció del dèficit de la balança comercial. Encoratjat per aquests resultats, Cavour va rellançar la política ferroviària iniciant, entre altres coses, el 1857, les obres del túnel de Fréjus.
El 16 de juliol de 1857 es va declarar per endavant el tancament de la Cinquena Legislatura, en una situació que, malgrat la millora de l'economia, semblava desfavorable per a Cavour. De fet, s'havia estès un descontentament generat per l'augment de la càrrega fiscal, els sacrificis fets per la guerra de Crimea i la mobilització antigovernamental del món catòlic. El resultat va ser que a les eleccions del 15 de novembre de 1857 el centre liberal de Cavour aconseguí 90 escons (enfront dels 130 de l'anterior legislatura), la dreta 75 (en comparació amb 22) i l'esquerra 21 (en comparació amb 52). L'èxit clerical va superar les previsions més pessimistes de l'àrea de govern. Tanmateix, Cavour va decidir mantenir-se en el seu càrrec, mentre la premsa liberal s'enfrontava a la dreta, denunciant la pressió indeguda del clergat sobre els votants. Per a això hi va haver una comprovació parlamentària i per a alguns escons assignats es van repetir les eleccions. La tendència es va invertir: el centre liberal va passar a 105 escons i la dreta a 60.
No obstant això, l'agitació política va provocar el sacrifici de Rattazzi, que abans s'havia traslladat a l'Interior. Sobretot, França no l'estimava per la seva incapacitat a arrestar Mazzini, que va ser jutjat perillós per a la vida de Napoleó III. Rattazzi va dimitir el 13 de gener de 1858 i Cavour va assumir el càrrec interí de l'interior.

#### Els plans contra Àustria i l'annexió de Llombardia

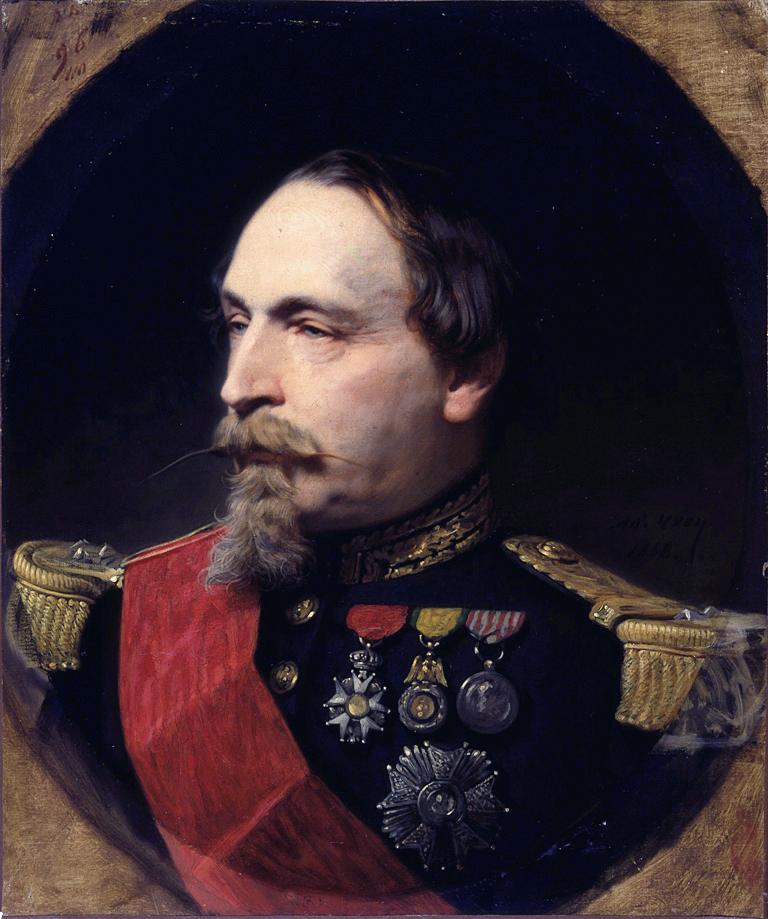
L'emperador Napoleó III de França i Cavour van provocar Àustria i van aconseguir iniciar la guerra de 1859.

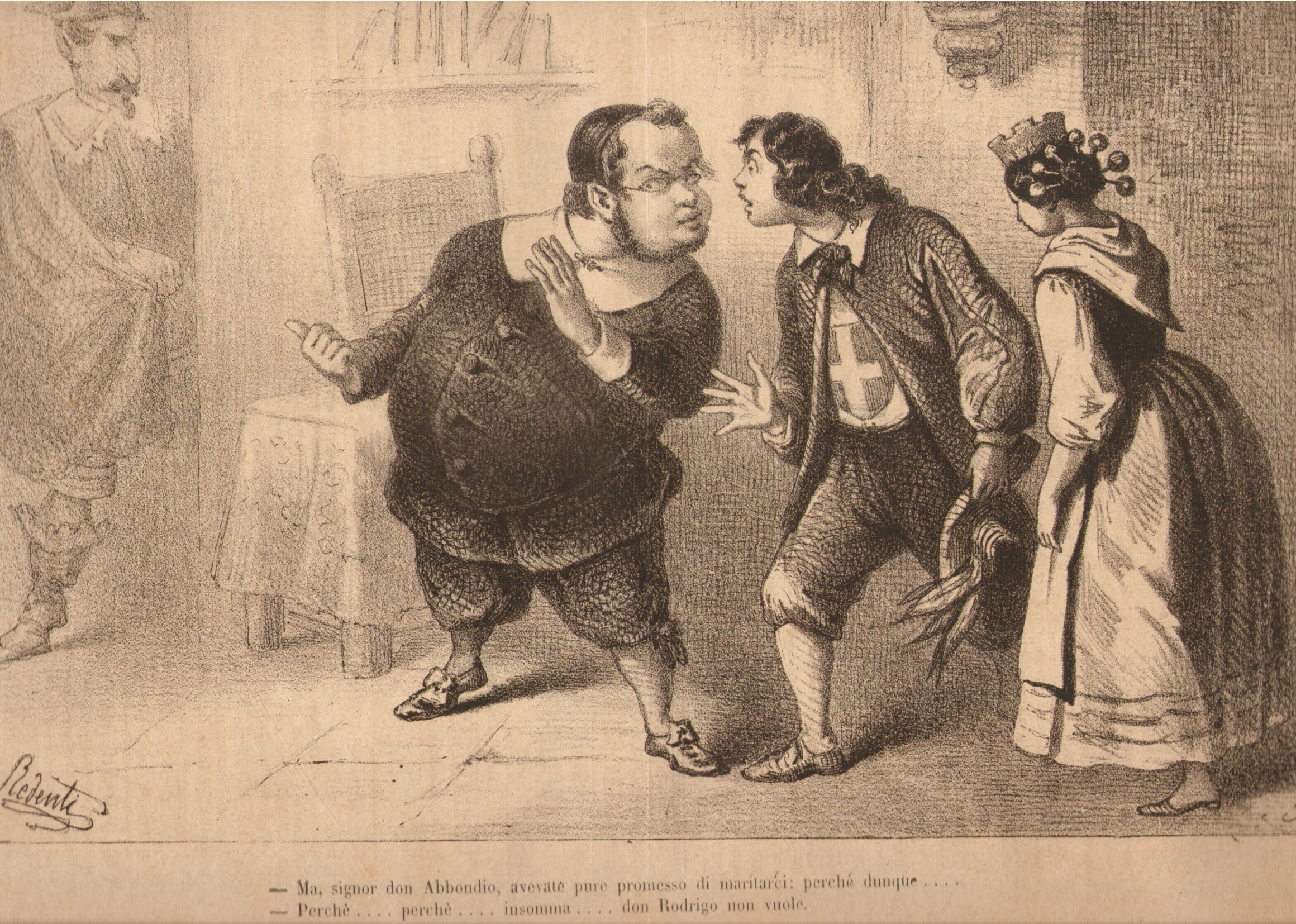
La sàtira piemontesa reconeixia a França un antagonista del Piemont en el control de la península. En aquesta caricatura que fa referència a I promessi sposi Don Abbondio és Cavour, Renzo és Piemont, Lucia és Itàlia i Don Rodrigo és Napoleó III.

Després de cridar l'atenció a Itàlia amb el Congrés de París, el suport de la França de Napoleó III va resultar necessari per explotar-la amb finalitats polítiques. Aquest home, conservador en política interior, era partidari d'una gran política exterior.
Després d'una llarga sèrie de negociacions, embolicades per l'atemptat de Felice Orsini contra el mateix emperador francès, el juliol de 1858 es van arribar als acords secrets de Plombières entre Cavour i Napoleó III. Aquest acord verbal preveia que, després d'una guerra que s'esperava vencedora contra Àustria, la península italiana es dividiria en quatre estats principals units en una confederació presidida pel papa: el Regne de l'Alta Itàlia sota la direcció de Víctor Manuel II; el Regne d'Itàlia Central; els Estats Pontificis limitats a Roma i els voltants; i el Regne de les Dues Sicílies. Florència i Nàpols, si els esdeveniments locals ho permetessin, haurien passat a l'esfera d'influència francesa.
Els acords de Plombières van ser ratificats l'any següent per l'aliança sardo-francesa, segons la qual en cas d'atac militar provocat per Viena, França intervindria en defensa del regne de Sardenya amb la tasca d'alliberar Lombard-Veneto i transferir-lo al Piemont. A canvi, França hauria rebut els territoris de Niça i [Savoia, aquest darrer origen de la dinastia de Savoia i, com a tal, estimat per Víctor Manuel II.
Després de la signatura de l'aliança, Cavour va idear una sèrie de provocacions militars a la frontera amb Àustria que, alarmades, li van llançar un ultimàtum demanant-li la desmobilització de l'exèrcit. El comte es va negar i Àustria va obrir les hostilitats contra el Piémont el 26 d'abril de 1859, provocant els termes de l'aliança sardo-francesa. Va ser la segona guerra de la independència.
Però els moviments amenaçadors de l'exèrcit prussià van convèncer Napoleó III, gairebé amb un acte unilateral, de signar un armistici amb Àustria a Villafranca l'11 de juliol de 1859, que fou ratificat posteriorment per la Pau de Zuric, signada l'11 de novembre. Les clàusules del tractat preveien que només la Llombardia aniria a parar a mans de Víctor Manuel II i que tota la resta tornaria a ser com abans.
Cavour, decebut i amargat per les condicions de l'armistici, després de converses acalorades amb Napoleó III i Víctor Manuel II, va decidir dimitir com a primer ministre, provocant la caiguda del govern que liderava el 12 de juliol de 1859.

### El tercer govern Cavour (1860-1861)

#### Niça i Savoia per Mòdena, Parma, Romanya i Toscana

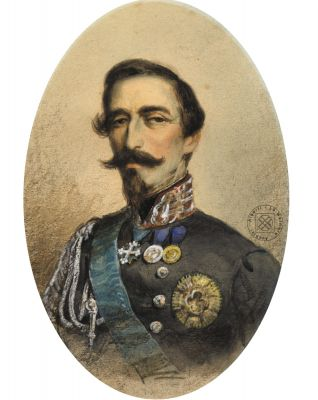
Alfonso La Marmora no va aconseguir resoldre l'estancament internacional de 1860 i el rei es va veure obligat a revocar Cavour.

Ja durant la guerra els governs i les forces armades dels petits estats italians del centre-nord d'Itàlia i la Romanya papal van abandonar els seus càrrecs i les autoritats temporals pro-savoyardes es van instal·lar arreu. Després de la pau de Zuric, però, es va arribar a un punt mort, ja que els governs provisionals es van negar a retornar el poder als antics governants (tal com preveia el tractat de pau) i el govern de la Marmora no va tenir el coratge de proclamar les annexions dels territoris. al Regne de Sardenya. Així, el 22 de desembre de 1859, Víctor Manuel II es va resignar a tornar a cridar a Cavour, que mentrestant havia inspirat la creació del partit Unione Liberale.
El comte, que va tornar a la presidència del Consell de Ministres el 21 de gener de 1860, aviat es va trobar davant d'una proposta francesa de solució a la qüestió dels territoris alliberats: l'annexió dels ducats de Parma i Mòdena al Piemont, control de Savoia de la Romanya papal, separada a la Toscana sota la direcció d'un membre de la Casa de Savoia i cessió de Niça i Savoia a França. En cas de denegació de la proposta, el Piemont hauria hagut d'enfrontar-se en solitari a la situació a què s'enfronta Àustria, "al seu risc.
En comparació amb els acords de l'aliança sardo-francesa, aquesta proposta de solució va substituir l'annexió del Vèneto pel Piemont, que no s'havia pogut alliberar de l'ocupació austríaca. Amb l'annexió de facto de Parma, Mòdena i la Romanya establerta, Cavour, reforçat pel suport de la Gran Bretanya, va desafiar França per la Toscana, organitzant votacions locals sobre l'alternativa entre la unió amb el Piemont i la formació d'un nou Estat. El plebiscit es va celebrar els dies 11 i 12 de març de 1860, amb uns resultats que legitimaren l'annexió de la Toscana al Regne de Sardenya.
El govern francès va reaccionar amb gran irritació sol·licitant la cessió de Savoia i Niça que va tenir lloc amb la signatura del Tractat de Torí el 24 de març de 1860. A canvi d'aquestes dues províncies, el Regne de Sardenya va adquirir, a més de la Llombardia, també l'actual Emília -Romanya i la Toscana esdevenint una nació molt més homogènia.

#### Davant de l'Expedició dels Mil

Cavour desconfiava de l'Expedició dels Mil que considerava un presagi de la revolució i perjudicial per a les relacions amb França.

Cavour era conscient que l'esquerra no havia abandonat la idea d'una expedició al sud d'Itàlia i que Garibaldi, envoltat de personatges republicans i revolucionaris, estava en contacte amb Víctor Manuel II amb aquesta finalitat. El comte considerava arriscada la iniciativa, a la qual s'hauria oposat decididament, però el seu prestigi havia estat sacsejat per la cessió de Niça i Savoia i no se sentia prou fort.
Cavour va aconseguir, però, a través de Giuseppe La Farina, seguir les fases preparatòries de l'Expedició dels Mil, la sortida de la qual del Quarto va ser controlada meticulosament per les autoritats piemonteses. En sentir alguns rumors sobre les intencions de Garibaldi de desembarcar als Estats Pontificis, el comte, extremadament preocupat per la possible reacció de França, aliat del Papa, va ordenar el 10 de maig de 1860 enviar un vaixell a les aigües de la Toscana "per arrestar Garibaldi".
El general, en canvi, es va dirigir cap al sud i després del seu desembarcament a Marsala (11 de maig de 1860) Cavour el va fer arribar i comprovar (en la mesura del possible) des de La Farina. En l'àmbit internacional, mentrestant, algunes potències estrangeres, intuint la complicitat de Víctor Manuel II en l'empresa, van protestar davant el govern de Torí que va poder afrontar la situació amb certa tranquil·litat davant la greu crisi financera a Àustria, en la qual també havia reprès la revolució hongaresa.
Napoleó III, en canvi, va assumir immediatament el paper de mediador i, per la pau entre Garibaldi i l'exèrcit napolità, va proposar a Cavour l'autonomia de Sicília, la promulgació de la constitució a Nàpols i Palerm i l'aliança entre el Regne de Sardenya i el Regne de les Dues Sicílies. El règim borbònic es va adaptar immediatament a la proposta francesa establint un govern liberal i proclamant la constitució. Aquesta situació va posar en greus dificultats a Cavour per a qui l'aliança era inviable. Al mateix temps, no podia descontentar França i la Gran Bretanya que pressionaven per almenys una treva.
El govern piemontès va decidir llavors que el rei enviaria un missatge a Garibaldi advertint-lo que no creués l'estret de Messina. El 22 de juliol de 1860, Víctor Manuel II va enviar la carta desitjada per Cavour, però la va seguir amb un missatge personal en què denegava la carta oficial.

#### Garibaldi a Nàpols

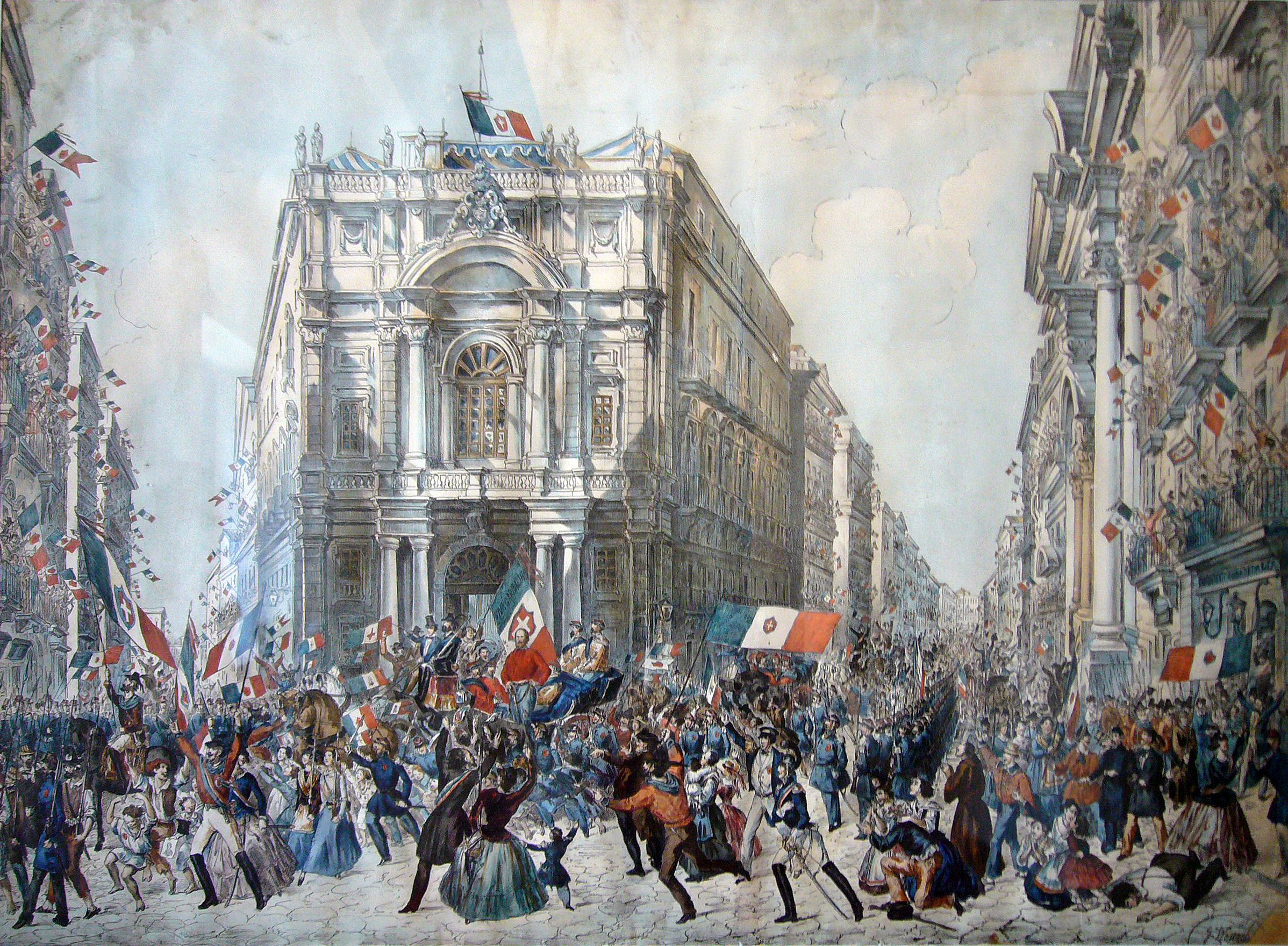
L'arribada de Giuseppe Garibaldi a Nàpols (7 de setembre de 1860). Un esdeveniment que Cavour va intentar evitar organitzant una revolta propiemontesa que va fracassar.

El 6 d'agost de 1860, el comte de Cavour va comunicar als delegats del Regne de les Dues Sicílies la negativa de Garibaldi a concedir la treva, declarant esgotats els mitjans de conciliació i ajornant les negociacions per a l'aliança a un futur incert.
En els mateixos dies el comte, per por de precipitar les relacions amb França, va frustrar una expedició militar de Mazzini que havia de moure's des de la Toscana contra els Estats Pontificis. Arran d'aquests fets, Cavour es va preparar per fer tots els seus esforços per evitar que el moviment per la unificació d'Itàlia esdevingués revolucionari. Des d'aquest punt de vista, malgrat l'opinió desfavorable del seu ambaixador a Nàpols Villamarina, va intentar impedir Garibaldi a la capital borbònica organitzant un enviament clandestí d'armes per a una revolta propiemontesa que no es va poder dur a terme. Garibaldi va entrar triomfant a Nàpols el 7 de setembre de 1860, dissipant els temors de Cavour per la seva amistat amb Víctor Manuel II.

#### La invasió piemontesa de les Marques i l'Úmbria

Itàlia a la mort de Cavour, el 1861.

Quan el projecte d'èxit dels moderats a Nàpols va fracassar, el comte va decidir envair les Marques papals i l'Umbria per tal de restituir a la casa de Savoia una part activa en el moviment nacional . Això hauria eliminat el perill d'un avenç de Garibaldi sobre Roma. No obstant això, calia preparar Napoleó III per als esdeveniments i convèncer-lo que la invasió piemontesa dels Estats Pontificis hauria estat el mal menor. Per a la delicada missió diplomàtica, el comte va triar Farini i Cialdini. La trobada entre ells i l'emperador francès va tenir lloc a Chambéry el 28 d'agost de 1860, però queda molta incertesa sobre el que es va dir en aquella conversa i pot haver sorgit un malentès respecte al consens francès, informat per la tesi italiana. Bàsicament, Napoleó III va tolerar la invasió piemontesa de les Marques i l'Úmbria, intentant enderrocar la impopularitat d'una acció contrarevolucionària sobre el govern de Torí. I precisament això era el que Cavour volia evitar. Les tropes piemonteses no havien d'enfrontar-se amb Garibaldi marxant sobre Roma, sinó impedir-lo i aturar-lo amb una intervenció justificable en nom de la causa nacional italiana. Fins i tot la por d'un atac austríac al Piemont, però, va precipitar els esdeveniments i Cavour va ordenar als Estats Pontificis que destituís els soldats estrangers amb un ultimàtum que va ser seguit l'11 de setembre. Antonelli, la violació de les fronteres de l'Estat de l'Església. França va reaccionar oficialment en defensa del Papa, i fins i tot el tsar Alexandre II va retirar el seu representant a Torí, però no hi va haver efectes pràctics.
Mentrestant, la crisi amb Garibaldi s'havia agreujat sobtadament, ja que aquest havia proclamat el dia 10 que lliuraria al Rei els territoris que havia conquerit només després d'ocupar Roma. L'anunci també havia guanyat el reconeixement de Mazzini. Però l'èxit piemontès a la batalla de Castelfidardo contra el Papa el 18 i la concessió d'un préstec de 150 milions al govern per a despeses militars van restaurar la força i la confiança de Cavour, mentre que Garibaldi, encara que victoriós a la batalla del Volturno, va esgotar el seu empesa cap a Roma.

#### L'annexió del Sud, les Marques i l'Úmbria
Arribats a aquest punt, el "prodittator" Giorgio Pallavicino Trivulzio, complint els desitjos del comte, va convocar un plebiscit a Nàpols per a l'annexió immediata al Regne de Savoia, seguit de la mateixa iniciativa del seu homòleg Antonio Mordini a Palerm. La votació es va celebrar el 21 d'octubre de 1860, sancionant la unió del Regne de les Dues Sicílies amb el de Sardenya.
A principis del mateix mes d'octubre, Cavour s'expressava així:
| «                             | No serà l'últim títol de glòria per a Itàlia haver sabut constituir-se com a nació sense sacrificar la llibertat per la independència, sense passar per les mans dictatorials d'un Cromwell, sinó alliberant-se de l'absolutisme monàrquic sense caure en el despotisme revolucionari. (...) Tornar […] a les dictadures revolucionàries d'una o més, seria matar de brolla la llibertat jurídica que volem que sigui inseparable de la independència de la nació | » |
| — Cavour, 2 d'octubre de 1860 | |   |

Els dies 4 i 5 de novembre de 1860 també a Úmbria i a les Marxes van votar i decidir la unió amb l'estat savoià.

#### Relacions entre l'Estat i l'Església
Havent aturat els plans de Garibaldi per a Roma, Cavour tenia ara el problema de decidir què fer amb el que quedava dels Estats Pontificis (aproximadament l'actual Laci), tenint en compte que un atac a Roma hauria estat fatal per a les relacions amb França.
El projecte del comte, iniciat el novembre de 1860 i prosseguit fins a la seva mort, consistia a proposar al Papa la renúncia al poder temporal a canvi de la renúncia de l'Estat a la consideració, és a dir, al jurisdiccionalisme. Per tant, s'hauria adoptat el principi de "Lliure Església en un Estat Lliure", el famós lema pronunciat en el discurs del 27 de març de 1861, encara que prèviament encunyat per Charles de Montalembert, però el les negociacions van esfondrar en la intransigència fonamental de Pius IX.

### El govern Cavour del Regne d'Itàlia (1861)

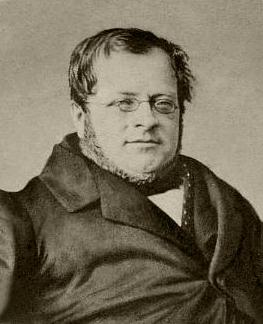
Cavour el 1861

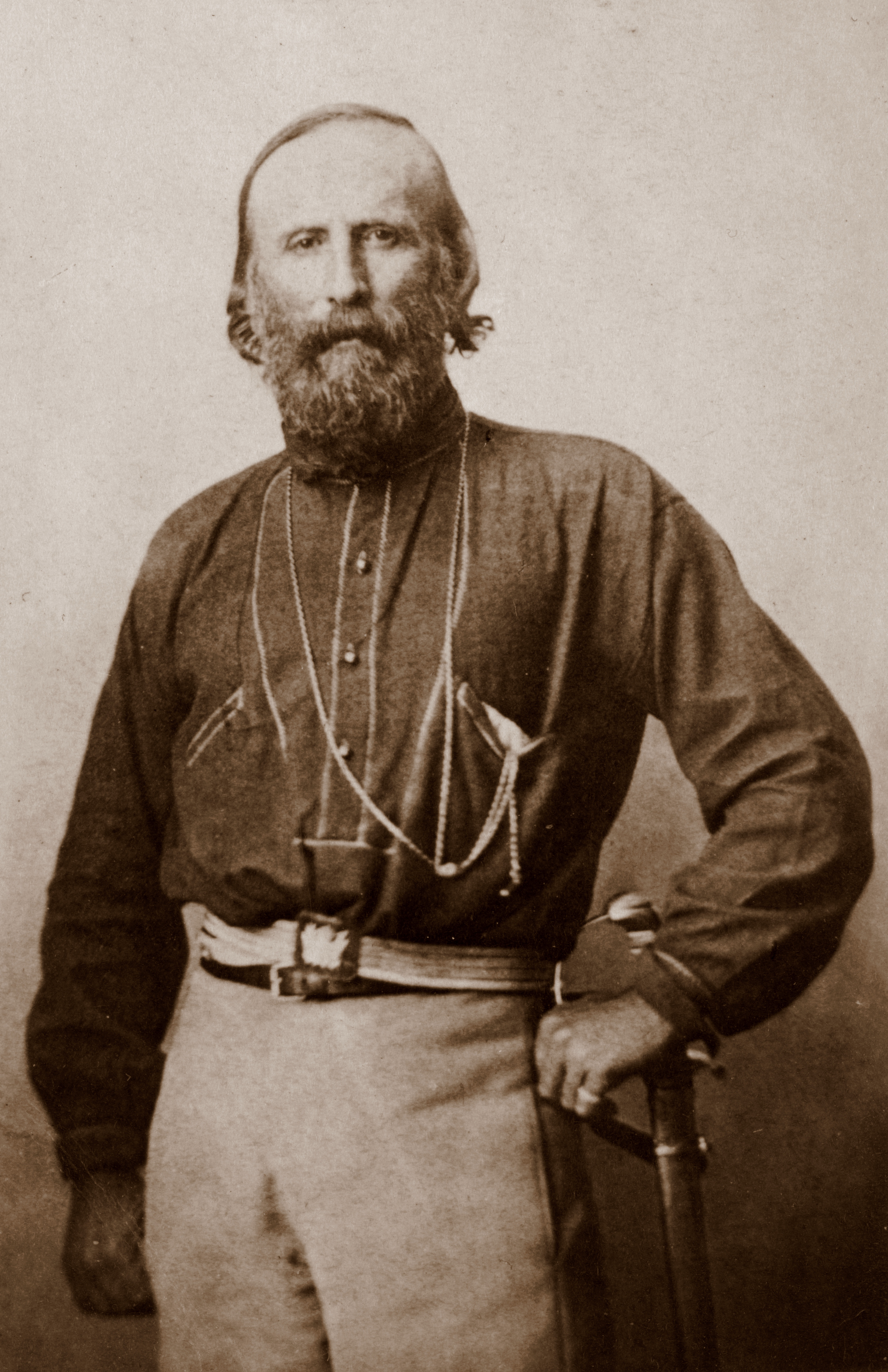
Giuseppe Garibaldi va tenir un enfrontament el 1861 amb Cavour per la decisió d'aquest últim de dissoldre l'Exèrcit del Sud.

Del 27 de gener al 3 de febrer de 1861 es van celebrar eleccions per al primer Parlament unitari italià. Més de 300 dels 443 escons de la nova Cambra van passar a la majoria del govern. L'oposició en va guanyar més d'un centenar, però entre ells no hi van aparèixer representants de la Dreta, ja que els clericals s'havien adherit a la invitació a no escollir i a no ser elegits en un Parlament que havia vulnerat els drets del pontífex.
El 18 de febrer es va inaugurar la nova sessió, en la qual representants del Piemont, Llombardia, Sicília, Toscana, Emília, Romanya i Nàpols es van asseure junts per primera vegada. El 17 de març el Parlament va proclamar el Regne d'Itàlia i Víctor Manuel II el seu rei.
El 22 de març Cavour va ser confirmat al capdavant del govern, després que el rei hagués hagut de renunciar a Ricasoli. El comte, que també guardava per a ell els Afers Exteriors i la Marina, va afirmar al parlament el dia 25 que Roma s'havia d'haver convertit en la capital d'Itàlia.

#### L'enfrontament amb Garibaldi
L'episodi més tumultuós de la vida política de Cavour, a part de l'incident amb Víctor Emmanuel II després de l'armistici de Villafranca, va ser el seu enfrontament amb Garibaldi l'abril de 1861 .
Objecte de la disputa: l'exèrcit de voluntaris de Garibaldi del Sud, el trasllat del qual Cavour volia evitar cap al nord per por que fos influenciat pels radicals. El 16 de gener de 1861 es va decretar doncs la dissolució de l'Exèrcit del Sud. Sobre aquesta decisió, que va provocar les intenses protestes del comandant del cos Giuseppe Sirtori, Cavour es va mostrar inflexible.
En defensa del seu exèrcit, el 18 d'abril de 1861, Garibaldi pronuncià un memorable discurs a la Cambra, acusant "la mà freda i hostil d'aquest Ministeri [Cavour]" de voler provocar una "guerra fratricida". El comte va reaccionar violentament, demanant, en va, al president de la cambra Rattazzi que cridés el general a l'ordre. La sessió es va suspendre i Nino Bixio va intentar una reconciliació els dies següents, que mai es va aconseguir del tot.

#### Els darrers dies

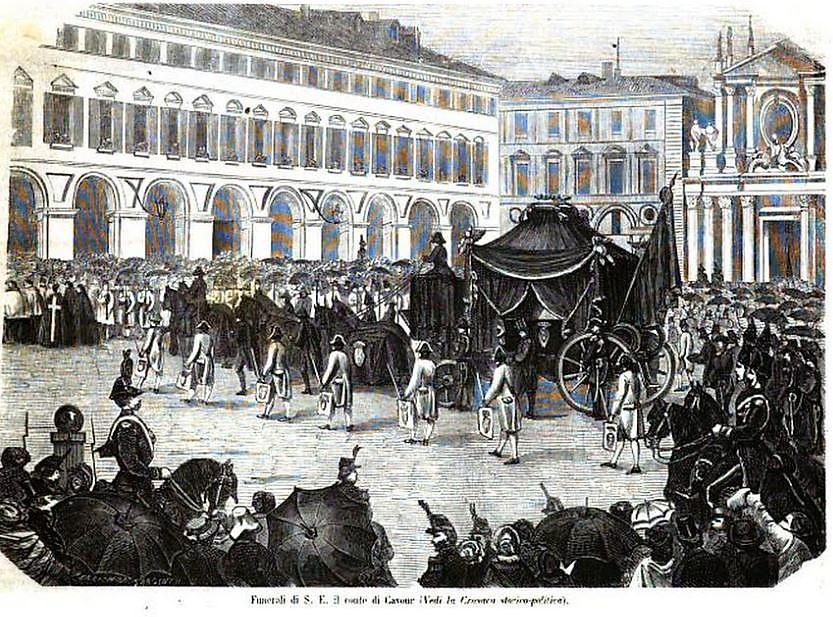
El funeral de Cavour a Torí

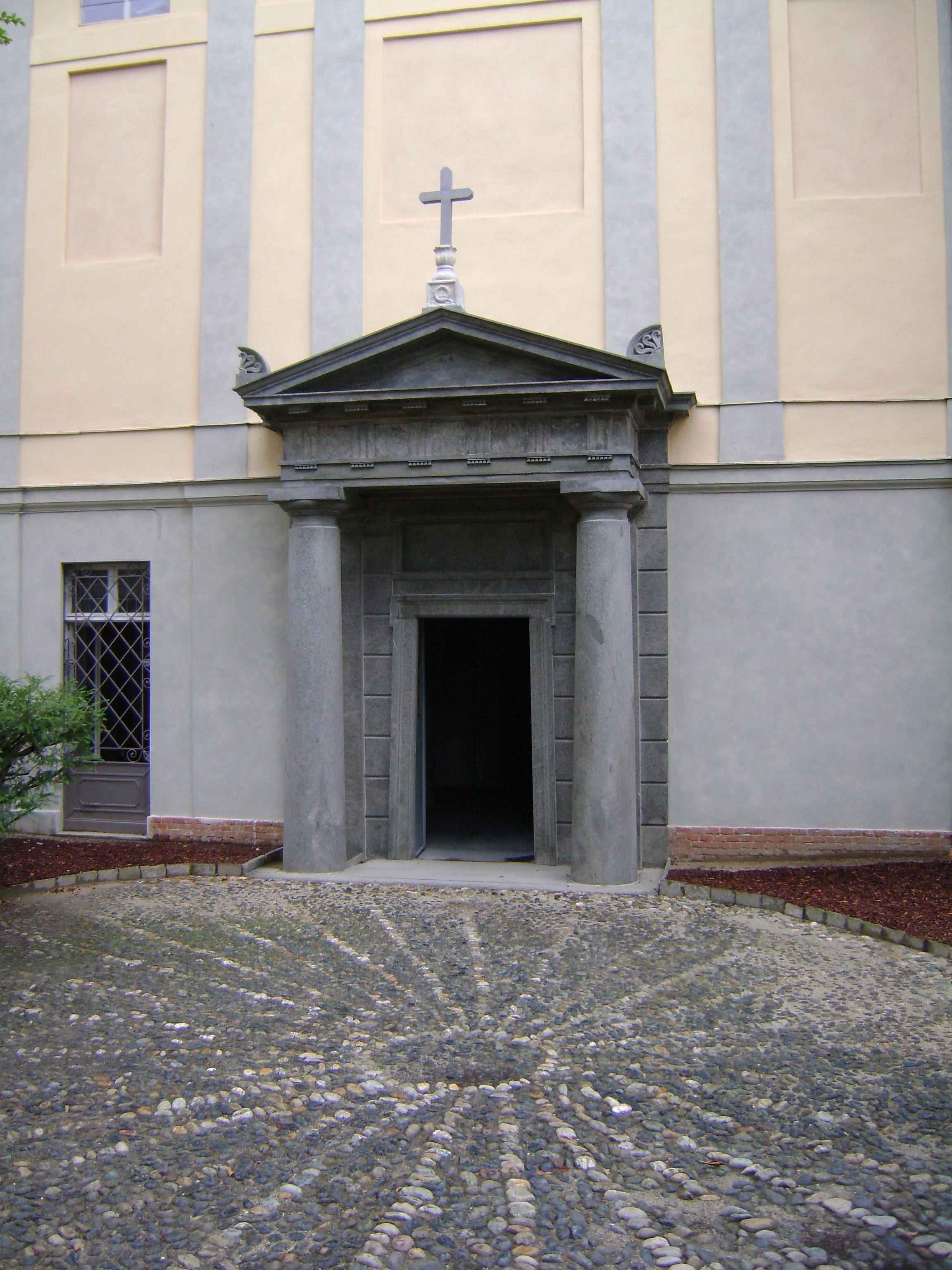
Santena: tomba del conte de Cavour

El 29 de maig de 1861 Cavour va emmalaltir, atribuït pel seu metge a una de les crisis de paludisme que l'havien afectat periòdicament des que -en la seva joventut- havia contret la malària als arrossars familiars de la zona de Vercelli. En aquesta ocasió, tots els tractaments practicats no van tenir efecte, tant que el 5 de juny un sacerdot franciscà amic seu, el pare Giacomo da Poirino, nascut Luigi Marroc (1808-1885), rector de Santa Maria dels Àngels, l'església en la qual després tindrien lloc les exèquies.
Aquest últim, com ja li havia promès durant cinc anys, el va confessar i li va administrar l'extrema unció, ignorant tant l'excomunió que havia sofert el comte el 1855 com el fet que Cavour no s'havia retractat de les seves eleccions anticlericals.
Per aquest motiu, el pare Giacomo, després de denunciar els fets a les autoritats religioses, va ser convocat a Roma, se li va retirar la seva parròquia i se li va prohibir exercir el ministeri de la confessió, al qual va ser, però, readmès el 1881 pel Papa Lleó XIII.
Immediatament després de la conversa amb el pare Giacomo, Cavour va demanar parlar amb Luigi Carlo Farini, a qui, tal com va revelar la seva neboda Giuseppina, va confiar per a una futura referència: «Em va confessar i vaig rebre l'absolució, ho comunicaré més tard. Vull que es conegui; Vull que la bona gent de Torí sàpiga que estic morint com a bon cristià. Estic tranquil i mai he fet mal a ningú».
L'any 2011 es va trobar una carta del pare Giacomo a Pius IX, en la qual el frare relata que Cavour havia declarat que "tenia la intenció de morir com a catòlic veritable i sincer". Per la qual cosa el confessor, "premut per la gravetat de la malaltia que el va portar a la mort a grans passos", va concedir el sagrament el matí del 5 de juny. També va escriure que "durant la seva malaltia més greu", Cavour "estava subjecte a intervals a la bogeria". Aleshores, el frare va tancar la carta d'excusa reiterant que "havia fet el seu deure".
Cap a les nou va arribar al seu llit el rei, malgrat la febre, el comte va reconèixer Víctor Manuel, però tanmateix no va poder articular un discurs molt coherent: «Oh senyor! Tinc moltes coses per comunicar a vostra Majestat, molts papers per mostrar-li: però estic massa malalt; em serà impossible visitar vostra Majestat; però demà enviaré a Farini, que us parlarà de tot en particular. Ha rebut Sa Majestat la carta que esperava de París? L'Emperador és molt bo amb nosaltres ara, sí, molt bo. I els nostres pobres napolitans tan intel·ligents! N'hi ha que són molt espavilats, però també n'hi ha que són molt corruptes. Aquests s'han de rentar. Senyor, sí, sí, rentar, rentar! Sense estat de setge, sense mitjans de domini absolut. Tots són bons per governar amb l'estat de setge […] ] Garibaldi és un cavaller, no li desitjo cap mal. Ell vol anar a Roma i Venècia, i jo també: ningú té pressa que nosaltres. Pel que fa a Istria i Tirol, això és un altre tema. Serà obra d'una altra generació. Ja n'hem fet prou: hem fet Itàlia, sí Itàlia, i les coses van..."
Segons el seu amic Michelangelo Castelli, les últimes paraules del comte van ser: "L'Itàlia està feta - tot és segur", com ho eren les enteses al costat del llit Luigi Carlo Farini. Així, el 6 de juny de 1861, menys de tres mesos després de la proclamació del Regne d'Itàlia, Cavour moria al palau familiar de Torí. El seu final va despertar un dol immens, també perquè va ser del tot inesperat, i hi va haver una assistència extraordinària al funeral.
Cavour va ser succeït per Bettino Ricasoli com a primer ministre .

## En memòria de Cavour

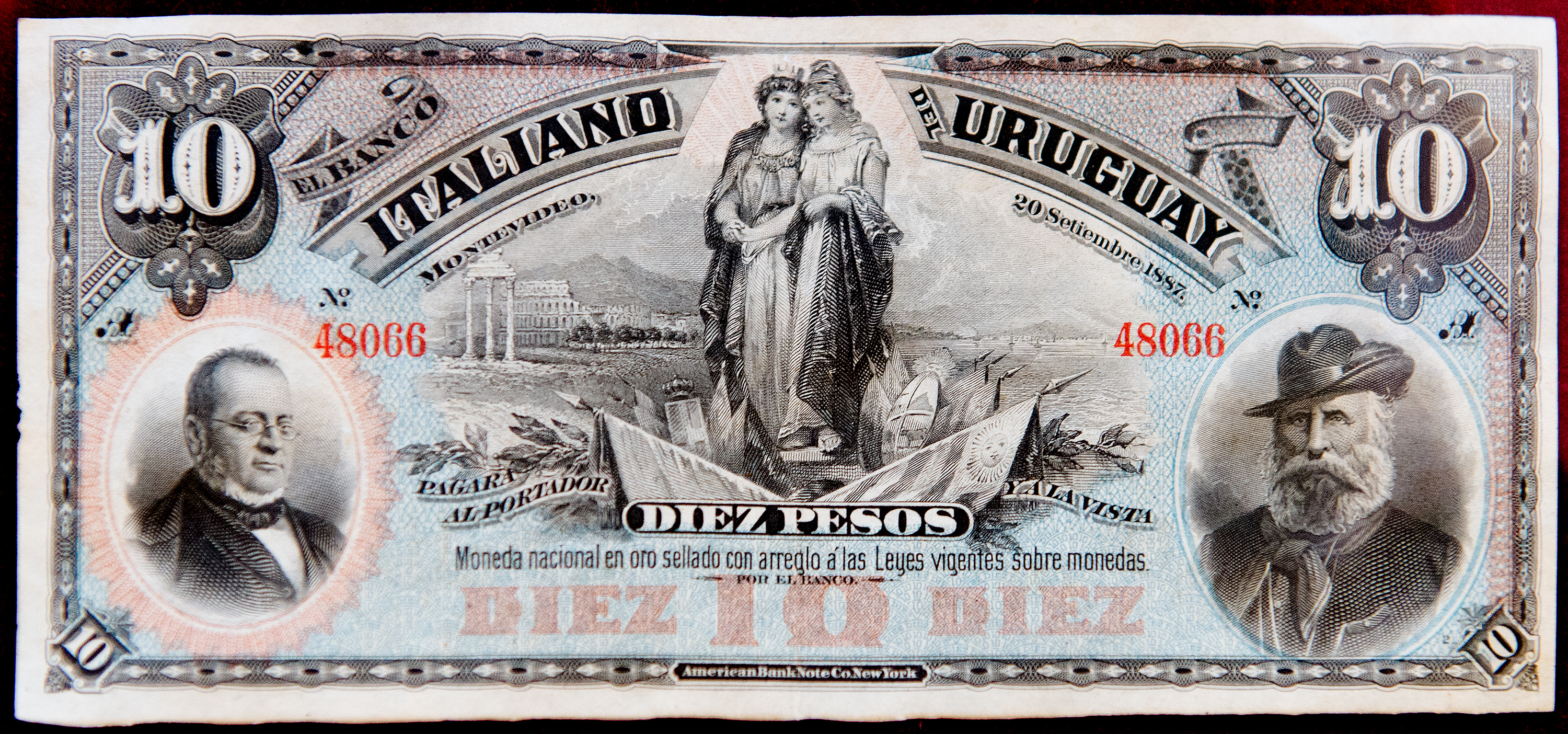
Bitllet uruguaià de 1887 que representa Cavour i Garibaldi

Cavour en l'hagiografia posterior a la unificació de l'any de la seva mort era considerat el "Pare de la Pàtria" per un personatge il·lustre com Giuseppe Verdi, que l'anomenava "el veritable pare de la Pàtria" i pel polític liberal, senador del Regne, Nicomede Bianchi, que el va definir com "el pare bo i generós del país naixent".
El comte ha estat recordat de diverses maneres. Dues ciutats italianes han afegit el seu nom a l'original: Grinzane Cavour, de la qual Camillo Benso va ser alcalde, i Sogliano Cavour per celebrar la unitat nacional. Se li han dedicat innombrables carrers i places i nombroses estàtues.
Hi ha diverses plaques commemoratives, fins i tot fora de les fronteres italianes, com la col·locada a San Bernardino (fracció de Mesocco, al cantó dels Grisons), que commemora el pas de l'estadista el 27 de juliol de 1858, després dels acords de Plombières amb Napoleó. III.
L'any 2010, amb motiu del 200 aniversari del seu naixement, la Casa de Moneda italiana va encunyar una moneda commemorativa de 2 euros amb la seva efígie.
El sepulcre de Cavour es troba a Santena i consta d'un senzill nínxol situat a la cripta sota la capella familiar de l'església dels SS. Pere i Pau; tanmateix, l'accés es fa des de l'exterior de l'església (Piazza Visconti Venosta, que també es domina per la façana secundària de Villa Cavour). L'estadista és enterrat per voluntat expressa al costat del seu estimat nebot Augusto Benso di Cavour, fill del seu germà Gustavo i que va morir als 20 anys a la batalla de Goito. La cripta va ser declarada monument nacional l'any 1911.
El cuirassat Conte di Cavour i el portaavions Cavour van ser batejats en el seu honor.
Els caramels de regalèssia amb gust de violeta estaven dedicats a Cavour: els anomenats sénateurs .
L'històric Caffè Confetteria Al Bicerin des de l'any 1763 recorda a Cavour com el seu client de confiança (una de les taules que hi ha a l'interior s'informa com a habitual del comte).
| Monuments dedicats a Cavour | Monuments dedicats a Cavour | Monuments dedicats a Cavour | Monuments dedicats a Cavour | Monuments dedicats a Cavour | Monuments dedicats a Cavour | Monuments dedicats a Cavour |
| --------------------------- | --------------------------- | --------------------------- | --------------------------- | --------------------------- | --------------------------- | --------------------------- |
| Florència                   | Livorno                     | Milà                        | Roma                        | Torí                        | Vercelli                    | Verona                      |

## Disputes

### El conflicte amb Mazzini

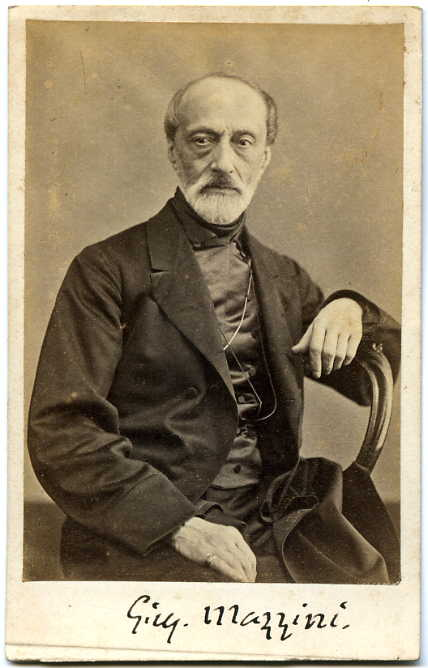
Giuseppe Mazzini, les idees republicanes del qual Cavour va combatre

Giuseppe Mazzini, que després de la seva activitat conspiradora dels anys 1827-1830 va ser exiliat pel govern piemontès a Ginebra, va ser un acèrrim opositor de la guerra de Crimea, que va costar una enorme pèrdua de soldats. Va dirigir una crida als soldats que marxaven al conflicte:
| «                  | Quinze mil de vosaltres esteu sent deportats a Crimea. Potser cap de vosaltres tornarà a veure la seva família. No tindreu l'honor de les batalles. Morireu, sense glòria, sense un halo, d'actes esplèndids que s'han de transmetre per vosaltres, la màxima comoditat per als vostres éssers estimats. Morireu per culpa de governs i líders estrangers. Per servir a un fals disseny estranger, els vostres ossos es blanquejaran trepitjats pel cavall dels cosacs, en terres llunyanes, ni cap dels vostres els podran recollir i plorar-los. Per això us anomeno, amb el dolor de l'ànima, "deportats". | » |
| — Giuseppe Mazzini | |   |

Quan el 1858, Napoleó III va escapar de l'atemptat de Felice Orsini i Giovanni Andrea Pieri, el govern de Torí va culpar a Mazzini (Cavour l'hauria definit «el líder d'una horda d'assassins fanàtics» així com «un enemic tan perillós) com Àustria»), ja que els dos assassins havien estat militants del seu Partit d'Acció.
Segons Denis Mack Smith, Cavour havia finançat en el passat els dos revolucionaris a causa de la seva ruptura amb Mazzini i, després de l'atemptat contra Napoleó III i la consegüent condemna dels dos, a la vídua d'Orsini se li va assegurar una pensió. En aquest sentit, Cavour també va exercir pressió política sobre la justícia perquè la premsa radical jutgés i condemnés.
També va afavorir l'agència Stefani amb fons secrets tot i que l'Estatut prohibeix els privilegis i els monopolis als particulars. Così Així, l'agència Stefani, reforçada per les seves sòlides relacions amb Cavour, esdevingué, segons l'assagista Gigi Di Fiore, una eina governamental fonamental per al control dels mitjans al Regne de Sardenya.
Mentrestant, Mazzini, a més d'haver condemnat el gest d'Orsini i Pieri, va exposar un atac contra el primer ministre, publicat al diari  L'Italia del Popolo :
| «                  | Has inaugurat un dualisme fatal al Piemont, has corromput la nostra joventut, substituint una política de mentides i artificis per la política serena de qui vol ressuscitar. Entre vosaltres i nosaltres, senyor, un abisme ens separa. Representem Itàlia, tu la vella ambició reialista sospitosa. Sobretot, nosaltres desitgem la unitat nacional, vosaltres l'ampliació territorial. | » |
| — Giuseppe Mazzini | |   |

### Risorgimento
El paper de Cavour durant el Risorgimento ha donat lloc a diverses disputes. Tot i que se'l considera un dels pares del país juntament amb Garibaldi, Víctor Manuel II i Mazzini, el comte inicialment no creia possible unir tota Itàlia sobretot per l'obstacle que representa els Estats Pontificis i, per tant, només va apuntar. eixamplar les fronteres del regne de Savoia al nord d'Itàlia (el mateix Mazzini el va acusar de no promoure una política clarament orientada a la unificació de tota la península).

## Honors
Cavour va obtenir nombrosos honors, inclosos estrangers. Els coneguts de fonts fiables es descriuen a continuació:
 Cavaller de l'Ordre Suprem de la Santíssima Anunciació — 29 d'abril de 1856
 Cavaller Gran Creu de l'Orde dels Sants Maurici i Llàtzer— 26 de març de 1853
 Cavaller de l'Orde Civil de Savoia
 Cavaller de l'Orde Imperial de Sant Alexandre Nevski (Rússia)
 Gran Creu de Cavaller de la Legió d'Honor (França)
 Cavaller de l'orde de Carles III (Espanya)
 Gran Creu de Cavaller de l'orde de Leopold (Bèlgica)
 Gran Creu de Cavaller de l'orde del Salvador (Grècia)
 Cavaller de I classe de l'orde de Medjidié (Imperi otomà)
 Gran Creu de Cavaller del Reial Orde Güelf (Gran Bretanya i Hannover)
 Gran Estrella de Cavaller de l'orde del Lleó i el Sol (Pèrsia)

## Bibliografia

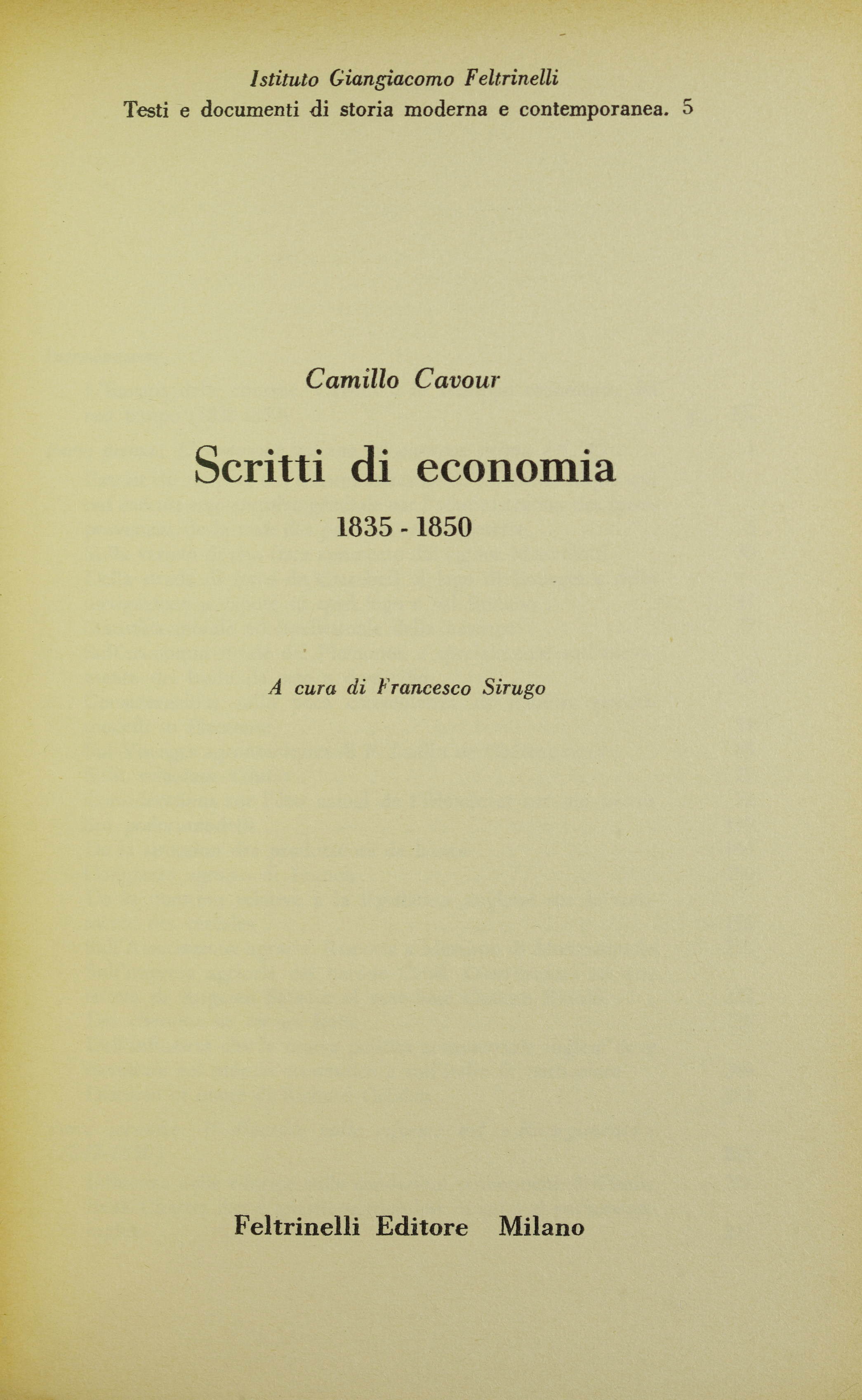
Scritti di economia, 1962

## Arbre genealògic
|                                                            |                                                            |                                             |                                             |                                                               |                                                                |                                                                |                                               |                                           |                        |
|                                                            |                                                            |                                             |                                             |                                                               | Bernardino *? †?                                               |                                                                |                                               |                                           |                        |
|                                                            |                                                            |                                             |                                             |                                                               |                                                                |                                                                |                                               |                                           |                        |
|                                                            |                                                            |                                             |                                             |                                                               |                                                                |                                                                |                                               |                                           |                        |
|                                                            |                                                            |                                             |                                             |                                                               | Pompilio *? †1624                                              |                                                                |                                               |                                           |                        |
|                                                            |                                                            |                                             |                                             |                                                               |                                                                |                                                                |                                               |                                           |                        |
|                                                            |                                                            |                                             |                                             |                                                               |                                                                |                                                                |                                               |                                           |                        |
|                                                            |                                                            | Silvio *? †1624                             | Silvio *? †1624                             | Michelantonio *1600 †1655                                     | Michelantonio *1600 †1655                                      | Bernardino *? †?                                               | Bernardino *? †?                              | Zenobia *? †?                             | Zenobia *? †?          |
|                                                            |                                                            |                                             |                                             |                                                               |                                                                |                                                                |                                               |                                           |                        |
|                                                            |                                                            |                                             |                                             |                                                               |                                                                |                                                                |                                               |                                           |                        |
| Maurizio Pompilio Comte de Cellarengo i Isolabella 1635 †? | Maurizio Pompilio Comte de Cellarengo i Isolabella 1635 †? | Paolo Giacinto Senyor de Cavour *1637 †1712 | Paolo Giacinto Senyor de Cavour *1637 †1712 | Ludovico Percivalle *1647 †1685                               | Ludovico Percivalle *1647 †1685                                | Giuseppe Filippo Senyor de Cavour *1648 †1719                  | Giuseppe Filippo Senyor de Cavour *1648 †1719 | Carlo Ottavio *? †1724                    | Carlo Ottavio *? †1724 |
|                                                            |                                                            |                                             |                                             |                                                               |                                                                |                                                                |                                               |                                           |                        |
|                                                            |                                                            |                                             |                                             |                                                               |                                                                |                                                                |                                               |                                           |                        |
|                                                            |                                                            |                                             |                                             |                                                               |                                                                | Michele Antonio III Marquès de Cavour *1707 †1774              |                                               |                                           |                        |
|                                                            |                                                            |                                             |                                             |                                                               |                                                                |                                                                |                                               |                                           |                        |
|                                                            |                                                            |                                             |                                             |                                                               |                                                                |                                                                |                                               |                                           |                        |
|                                                            |                                                            |                                             |                                             |                                                               |                                                                | Giuseppe Filippo IV Marquès de Cavour *1741 †1807              |                                               |                                           |                        |
|                                                            |                                                            |                                             |                                             |                                                               |                                                                |                                                                |                                               |                                           |                        |
|                                                            |                                                            |                                             |                                             |                                                               |                                                                |                                                                |                                               |                                           |                        |
|                                                            |                                                            |                                             |                                             |                                                               |                                                                | Michele V Marquès de Cavour *1781 †1850                        |                                               |                                           |                        |
|                                                            |                                                            |                                             |                                             |                                                               |                                                                |                                                                |                                               |                                           |                        |
|                                                            |                                                            |                                             |                                             |                                                               |                                                                |                                                                |                                               |                                           |                        |
|                                                            |                                                            |                                             |                                             |                                                               | Gustavo VI Marquès de Cavour *1806 †1864                       | Gustavo VI Marquès de Cavour *1806 †1864                       | Camillo Paolo Conte de Cavour *1810 †1861     | Camillo Paolo Conte de Cavour *1810 †1861 |                        |
|                                                            |                                                            |                                             |                                             |                                                               |                                                                |                                                                |                                               |                                           |                        |
|                                                            |                                                            |                                             |                                             |                                                               |                                                                |                                                                |                                               |                                           |                        |
|                                                            |                                                            |                                             | Augusto *1828 †1848                         | Augusto *1828 †1848                                           | Giuseppina *1831 †1888 ⚭ Carlo Alfieri di Sostegno *1827 †1897 | Giuseppina *1831 †1888 ⚭ Carlo Alfieri di Sostegno *1827 †1897 | Ainardo VII Marquès de Cavour *1833 †1875     | Ainardo VII Marquès de Cavour *1833 †1875 |                        |
|                                                            |                                                            |                                             |                                             |                                                               |                                                                |                                                                |                                               |                                           |                        |
|                                                            |                                                            |                                             |                                             |                                                               |                                                                |                                                                |                                               |                                           |                        |
|                                                            |                                                            |                                             |                                             | Maria Luisa *1852 †1920 ⚭ Emilio Visconti Venosta *1829 †1914 | Maria Luisa *1852 †1920 ⚭ Emilio Visconti Venosta *1829 †1914  | Adele *1857 †1937                                              | Adele *1857 †1937                             |                                           |                        |
|                                                            |                                                            |                                             |                                             |                                                               |                                                                |                                                                |                                               |                                           |                        |
|                                                            |                                                            |                                             |                                             |                                                               |                                                                |                                                                |                                               |                                           |                        |
| Paola *1877 †1886                                          | Paola *1877 †1886                                          | Carlo *1879 †1942                           | Carlo *1879 †1942                           | Francesco *1880 †1898                                         | Francesco *1880 †1898                                          | Enrico *1883 †1945                                             | Enrico *1883 †1945                            | Giovanni *1887 †1947                      | Giovanni *1887 †1947   |

### Cartes, escrits, discursos
- Camillo Benso conte di Cavour (a cura della Commissione Nazionale per la pubblicazione dei carteggi del Conte di Cavour), Epistolario, 18 volumi, Olschki, Firenze, 1970-2008 (varie edizioni di alcuni volumi).
- Camillo Benso di Cavour, Autoritratto. Lettere, diari, scritti e discorsi, a cura di Adriano Viarengo, prefazione di Giuseppe Galasso, Classici moderni Mondadori, Milano, 2010, ISBN 978-88-17-04260-4.
- Cavour, Camillo. Scritti di economia.  Feltrinelli, 1962 [Consulta: 30 giugno 2015].

### Biografies
- Luciano Cafagna Cavour, Il Mulino, Bologna, 1999. Ristampa 2010. ISBN 978-88-15-14637-3.
- Giorgio Dell'Arti. Cavour. L'uomo che fece l'Italia. Marsilio, Venezia 2011
- William De La Rive, Il conte di Cavour: racconti e memorie, con tre lettere inedite del conte di Cavour, prefazione di Emilio Visconti Venosta, Santena, Associazione Amici della Fondazione Cavour, 2001 (ristampa dell'edizione italiana, Torino, Bocca, 1911, de Le comte de Cavour: recits et souvenirs, Paris, J. Hetzel, 1862).
- Harry Hearder, Cavour. Un europeo piemontese, Laterza, Bari, 2000. Edizione originaria: Cavour, 1994. ISBN 88-420-5803-3.
- Denis Mack Smith, Cavour. Il grande tessitore dell'unità d'Italia, Bompiani, 1984. Ristampa 2001. ISBN 978-88-452-5020-0.
- Adolfo Omodeo, L'opera politica del conte di Cavour (1848-1857), Firenze, La Nuova Italia, 1941, 2 voll. Ristampa presso Riccardo Ricciardi, Milano-Napoli, 1968. Ristampa presso Ugo Mursia, Milano, 2012. ISBN 978-88-425-4886-7.
- Rosario Romeo, Cavour e il suo tempo (3 voll. in 4 tomi: Cavour e il suo tempo 1810-1842, ISBN 978-88-420-9876-8; Cavour e il suo tempo 1842-1854, ISBN 978-88-420-9877-5; Cavour e il suo tempo 1842-1861, ISBN 978-88-420-9878-2) Laterza, Bari, 1969-1984. Ristampa 2012.
- Romeo, Rosario. Vita di Cavour.  Laterza, 1998. ISBN 88-420-7491-8. Riassunto del precedente. Ristampa 2004.
- Giuseppe Talamo Cavour, La Navicella, Roma, 1992. Ristampa presso Gangemi, Roma, 2010, ISBN 978-88-492-1997-5.
- Adriano Viarengo, Cavour, Salerno editrice, Roma, 2010. ISBN 978-88-8402-682-8.

### Altres textos
- Marziano Bernardi, Torino – Storia e arte, Torino, Editori Fratelli Pozzo, 1975
- Annabella Cabiati, Cavour. Fece l'Italia, visse con ragione, amò con passione, Edizioni Anordest, Treviso, 2010 ISBN 978-88-96742-03-7.
- Rinaldo Caddeo, Camillo di Cavour. In: Epistolario di Carlo Cattaneo. Gaspero Barbèra Editore, Firenze 1949, pp. 220, 354, 483.
- Lorenzo Del Boca, Indietro Savoia! Storia controcorrente del Risorgimento, Piemme, Milano, 2003 ISBN 88-384-7040-5.
- Gigi Di Fiore, Controstoria dell'Unità d'Italia: fatti e misfatti del Risorgimento, Rizzoli, Milano, 2007 ISBN 88-17-01846-5.
- Camilla Salvago Raggi, Donna di passione. Un amore giovanile di Cavour, Viennepierre, Milano, 2007.
- Aldo Servidio, L'imbroglio nazionale: unità e unificazione dell'Italia (1860-2000), Guida, Napoli, 2000 ISBN 88-7188-489-2.
- Giovanni Maria Staffieri, Il conte di Cavour nel Ticino e un discorso mai pronunciato, in Il Cantonetto, Anno LVII-LVIII, N2-3-4, Lugano, agosto 2011, Fontana Edizioni SA, Pregassona 2011, pp. 75–82.

## Enllaços extenrs
- «Cavour, Camillo Benso conte di». Enciclopedia Treccani.  Roma:  Istituto della Enciclopedia Italiana.
- «Fondazione Cavour di Santena».
- «Associazione degli amici della Fondazione Cavour».